# 22. Oktober
Der 22. Oktober ist der 295. Tag des gregorianischen Kalenders (der 296. in Schaltjahren), somit bleiben 70 Tage bis zum Jahresende.

## Ereignisse

### Politik und Weltgeschehen
- 1383: Mit Ferdinand I. stirbt der letzte portugiesische Herrscher aus dem Haus Burgund. Da er keinen männlichen Nachkommen hinterlässt, übernimmt seine Witwe die Regentschaft. Sie wird nach sechs Wochen durch eine Revolution gestürzt, in der Folge brechen Machtkämpfe aus.
- 1557: Die Grenze zwischen dem Hochstift Osnabrück und der Grafschaft Ravensberg im Bereich des Dorfes Büscherheide wird endgültig festgelegt.
- 1617: Im Dom zu Uppsala wird Gustav II. Adolf zum König von Schweden gekrönt. Er regiert bereits seit dem Jahr 1611 das Land.
- 1633: Im Osmanisch-Polnischen Krieg feiern Polen-Litauens Truppen bei Kamieniec Podolski einen unverhofften Sieg über das sich zurückziehende osmanische Heer.
- 1708: Im Spanischen Erbfolgekrieg nehmen Prinz Eugen von Savoyen und der Duke of Marlborough die Festung Lille ein.

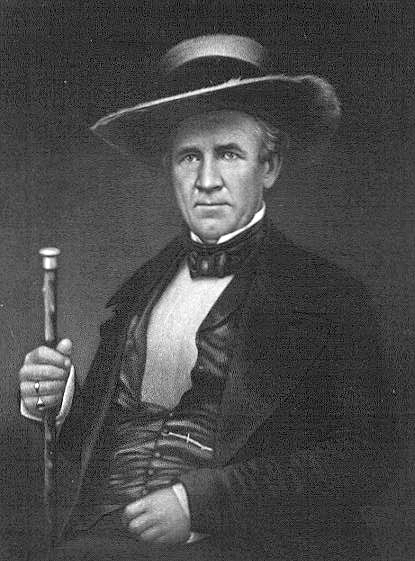
1836: Sam Houston

- 1836: Sam Houston wird erster Präsident der unabhängigen Republik Texas.
- 1859: Spanien erklärt Marokko den Krieg, nachdem Rif-Bewohner zuvor mehrmals in die spanischen Besitzungen eingefallen sind.
- 1861: Der Pony-Express wird nach nur eineinhalb Jahren eingestellt.
- 1873: Im Schloss Schönbrunn unterschreiben Kaiser Wilhelm I. für Deutschland, Kaiser Franz Joseph I. für Österreich-Ungarn und Zar Alexander II. für Russland das Dreikaiserabkommen, das auf eine Isolation Frankreichs abzielt.
- 1885: Im Streit zwischen Deutschland und Spanien um die Oberhoheit über die Karolinen entscheidet der einvernehmlich als Schiedsrichter fungierende Papst Leo XIII. zu Gunsten Spaniens.

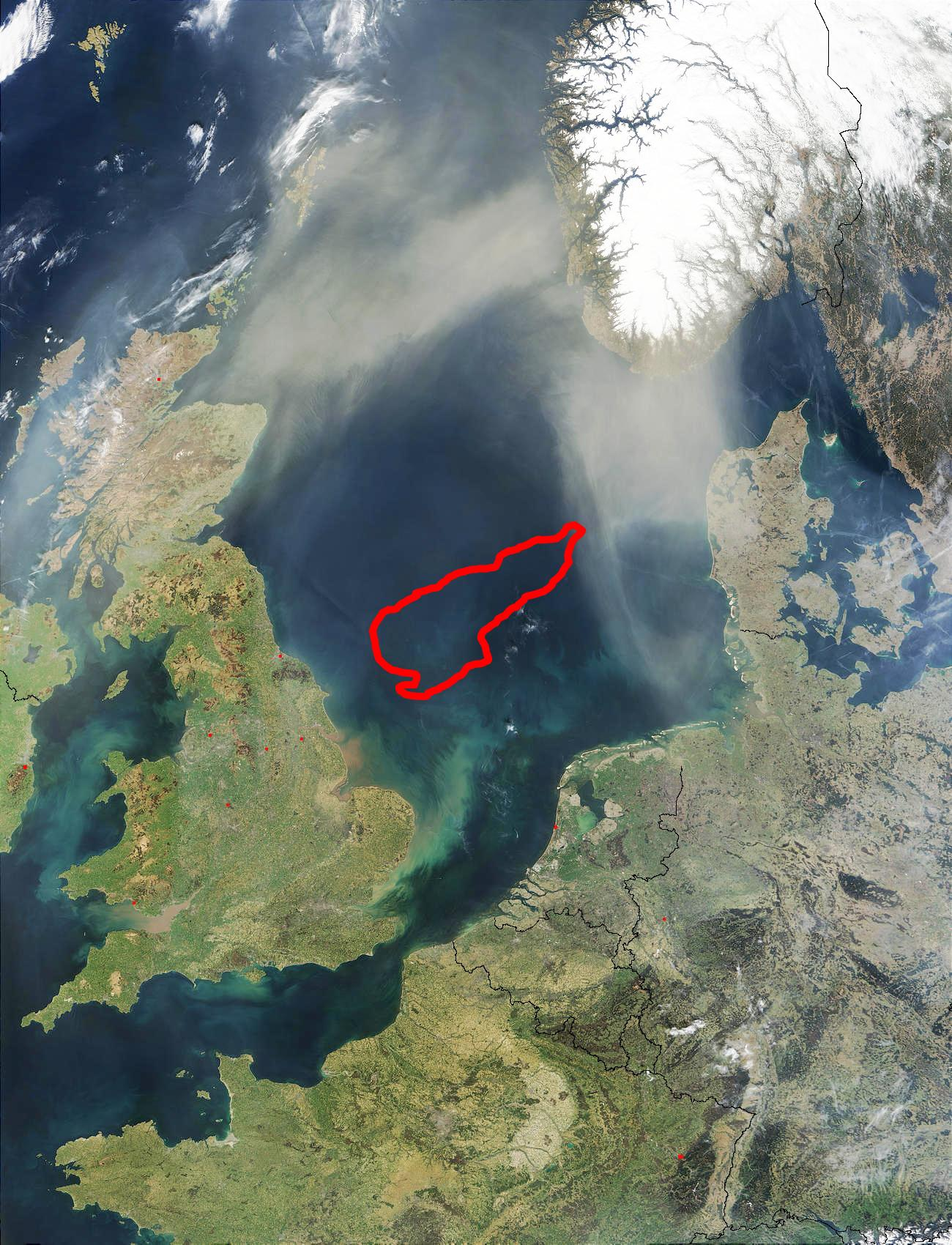
1904: Die Lage der Doggerbank

- 1904: Kurz nach Mitternacht beschießt die russische Flotte auf dem Weg zu den Kampfstätten des Russisch-Japanischen Krieges bei der Doggerbank in der Nordsee englische Fischerboote, die sie für japanische Torpedoboote hält. Die Beziehungen zwischen Großbritannien und Russland werden durch den Doggerbank-Zwischenfall schwer belastet.
- 1911: Im Reichsland Elsaß-Lothringen findet die Wahl zum neu eingerichteten Landtag statt.
- 1940: Bei der Wagner-Bürckel-Aktion werden über 6.000 deutsche Juden von den Nationalsozialisten in das Lager Camp de Gurs in Frankreich deportiert.
- 1943: Ein Bombenangriff auf Kassel durch die Royal Air Force im Zweiten Weltkrieg zerstört weite Teile der Stadt und fordert ca. 7000 Menschenleben.
- 1946: Aus der Sowjetischen Besatzungszone werden rund 2.100 Wissenschaftler und Spezialisten zusammen mit ihren Familien zu Reparationsleistungen in die Sowjetunion gebracht (Aktion Ossawakim).
- 1947: Beginn des Ersten Kaschmirkrieges: Von Pakistan aus dringen paschtunische Stammeskrieger in das sowohl von Pakistan als auch von Indien beanspruchte Fürstentum Kaschmir ein.
- 1948: Walter Ulbricht erklärt die Oder-Neiße-Grenze zwischen Deutschland und Polen als endgültig.
- 1953: König Sisavang Vong von Laos ruft einseitig die vollständige Unabhängigkeit des Landes von Frankreich aus.
- 1957: François Duvalier tritt sein Amt als Präsident Haitis an; er wird das Land zunehmend diktatorisch bis zu seinem Lebensende regieren.
- 1962: US-Präsident John F. Kennedy kündigt nach der Entdeckung von sowjetischen Raketenabschussbasen auf Kuba in der einsetzenden Kubakrise eine Blockade des Flug- und Schiffsverkehrs zur Insel an.
- 1962: In der Sowjetunion wird Oberst Oleg Penkowski wegen Spionage für die USA und Großbritannien verhaftet.
- 1968: Mit dem Gun Control Act unterzeichnet US-Präsident Lyndon B. Johnson eines der bedeutendsten Waffenkontrollgesetze auf Bundesebene in den USA.
- 1970: Bei einem von der CIA gesteuerten Anschlag wird der Oberbefehlshaber der chilenischen Streitkräfte, René Schneider, schwer verwundet. Er stirbt drei Tage später im Krankenhaus.
- 1971: Beim Versuch, das RAF-Mitglied Margrit Schiller festzunehmen, wird der deutsche Polizist Norbert Schmid – vermutlich durch Gerhard Müller – erschossen. Er ist das erste Opfer der Rote Armee Fraktion.
- 1973: Der Sicherheitsrat der Vereinten Nationen ruft in der Resolution 338 alle Beteiligten des Jom-Kippur-Krieges auf, die Kampfhandlungen einzustellen. An der Nordfront zwischen Israel und Syrien tritt ein Waffenstillstand in Kraft.
- 1983: Über eine Million Menschen versammeln sich in Hamburg, West-Berlin, Bonn und bilden eine 108 km lange Menschenkette von Stuttgart nach Neu-Ulm, um für Frieden und Abrüstung und gegen die Stationierung neuer atomarer Mittelstreckenraketen im Zuge des NATO-Doppelbeschlusses zu demonstrieren. Es ist der Höhepunkt der westdeutschen Friedensbewegung (siehe auch: Heißer Herbst).
- 1986: Im Solange-II-Beschluss erkennt das Bundesverfassungsgericht einen ausreichenden Schutz der Grundrechte durch den Europäischen Gerichtshof an. Dies wirkt sich auf die Zulässigkeit von Verfassungsbeschwerden in Deutschland aus.
- 1989: Das im saudi-arabischen Taif verabschiedete Abkommen zur politischen Neuordnung Libanons leitet das Ende des seit 1975 andauernden Bürgerkriegs ein.
- 1990: Turkmenistan erklärt seine Souveränität von der aufgelösten Sowjetunion.
- 1999: Maurice Papon, ein Vertreter des Vichy-Regimes in Frankreich während des Zweiten Weltkriegs und 1961 verantwortlich für die Todesschüsse auf algerische Demonstranten in Paris, tritt seine Gefängnisstrafe aufgrund von Verbrechen gegen die Menschlichkeit an.
- 2000: Nachdem im Vorjahr ein Militärputsch stattgefunden hat, werden in der Elfenbeinküste wieder freie Präsidentenwahlen abgehalten, zu denen der wichtigste Oppositionskandidat Alassane Ouattara jedoch nicht zugelassen wird. Der Wahlsieg des Oppositionellen Laurent Gbagbo wird von der Militärregierung unter Robert Guéï allerdings nicht anerkannt.
- 2009: Der neue stellvertretende griechische Sicherheitsminister Spiros Vougias besucht das Flüchtlingslager Pagani auf der Insel Lesbos. Er vergleicht das Lager mit Dantes Hölle, bittet die Menschen im Lager um Verzeihung und lässt es schließen.

### Wirtschaft
- 1963: Die Mitgliedsstaaten im Rat für gegenseitige Wirtschaftshilfe führen in einem Abkommen den Transferrubel als Rechnungswährung ein.
- 2009: Microsoft veröffentlicht das Betriebssystem Windows 7, den Nachfolger von Windows Vista.

### Wissenschaft und Technik
- 1746: Das College of New Jersey wird gegründet, aus dem sich die Princeton University entwickelt.
- 1797: Über dem Pariser Parc Monceau absolviert André-Jacques Garnerin einen ersten Fallschirmsprung von einem Heißluftballon.
- 1811: Ein Dekret Napoleon Bonapartes verfügt das Schließen der niederländischen Universität Harderwijk.
- 1845: Die erste Eisenbahnstrecke im Königreich Württemberg zwischen Cannstatt und Untertürkheim wird eröffnet.
- 1938: Die erste Herstellung einer Fotokopie einer Schriftvorlage gelingt Chester Carlson in einem Labor in der Nähe von New York.
- 1950: In Leipzig wird die Deutsche Hochschule für Körperkultur (DHfK) gegründet.

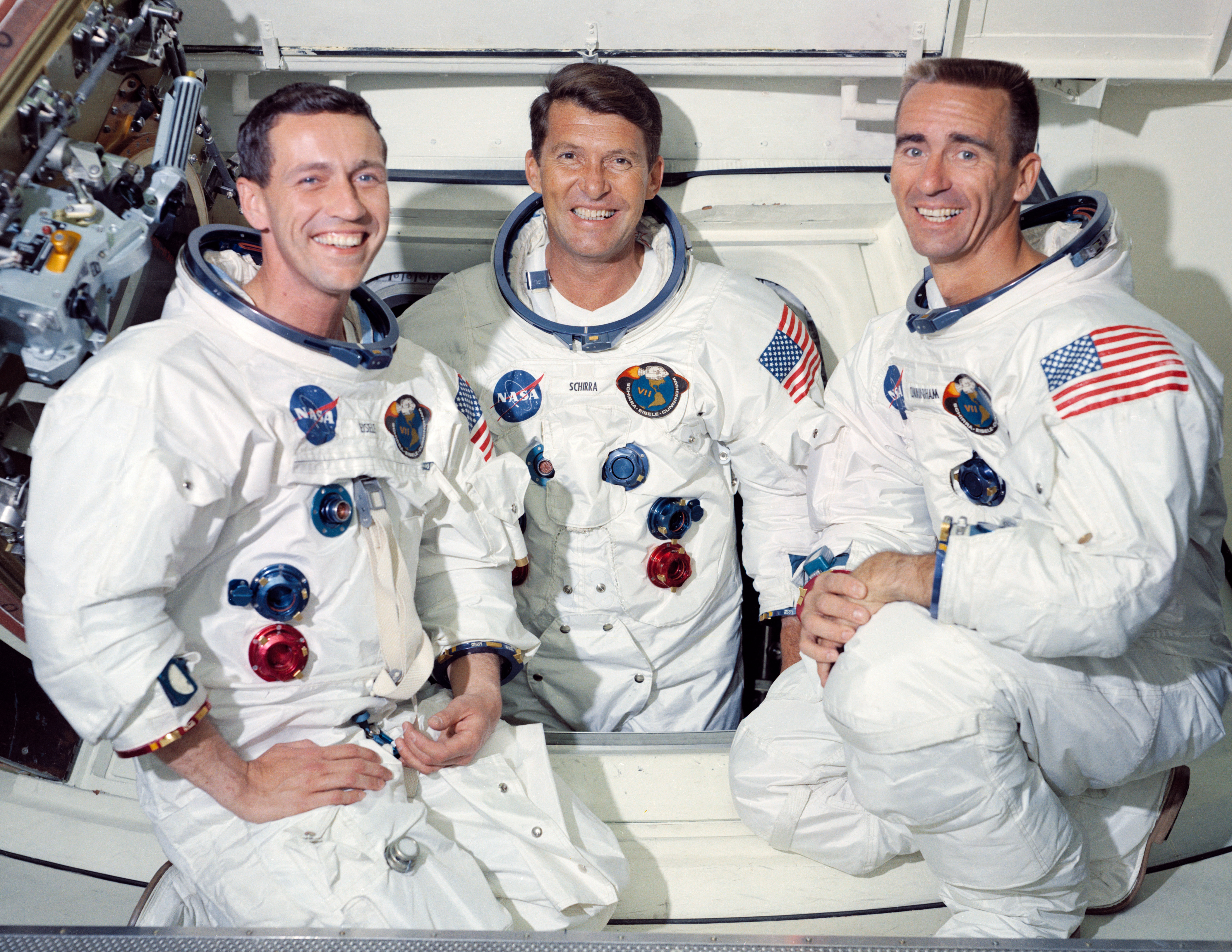
1968: Die Crew von Apollo 7

- 1959: Der Kontakt mit der sowjetischen Mondsonde Lunik 3 reißt ab.
- 1968: Nach 163 Erdumkreisungen wassert Apollo 7 mit den Astronauten Walter Schirra, Donn Eisele und Walter Cunningham an Bord sicher im Atlantik.
- 1975: Die sowjetische Raumsonde Venera 9 landet auf dem Planeten Venus und übermittelt erste Bilder von der Oberfläche des Planeten.
- 2001: Der deutsche BIRD-Satellit wird in seine Umlaufbahn gebracht. Er kann auf der Erde Brände durch deren Infrarotstrahlung entdecken.

2005: Tropensturm Alpha

- 2005: In der Karibik bildet sich der Tropische Sturm Alpha. Alpha ist das 22. benannte System in der Hurrikansaison 2005, womit der bisherige Rekord des Jahres 1933 überboten wird.
- 2010: In Istanbul wird in Anwesenheit des deutschen Bundespräsidenten Christian Wulff und des türkischen Staatspräsidenten Abdullah Gül der Grundstein für die Deutsch-Türkische Universität gelegt.

### Kultur
- 1725: Die Uraufführung des Singspiels Die Hamburger Schlacht-Zeit, oder Der mißgelungene Betrug von Reinhard Keiser findet am Theater am Gänsemarkt in Hamburg statt.
- 1785: Donatien Alphonse François de Sade beginnt mit der Niederschrift des zum Teil nur skizzenhaften Romans Die 120 Tage von Sodom, den er in 37 Tagen fertigstellt.

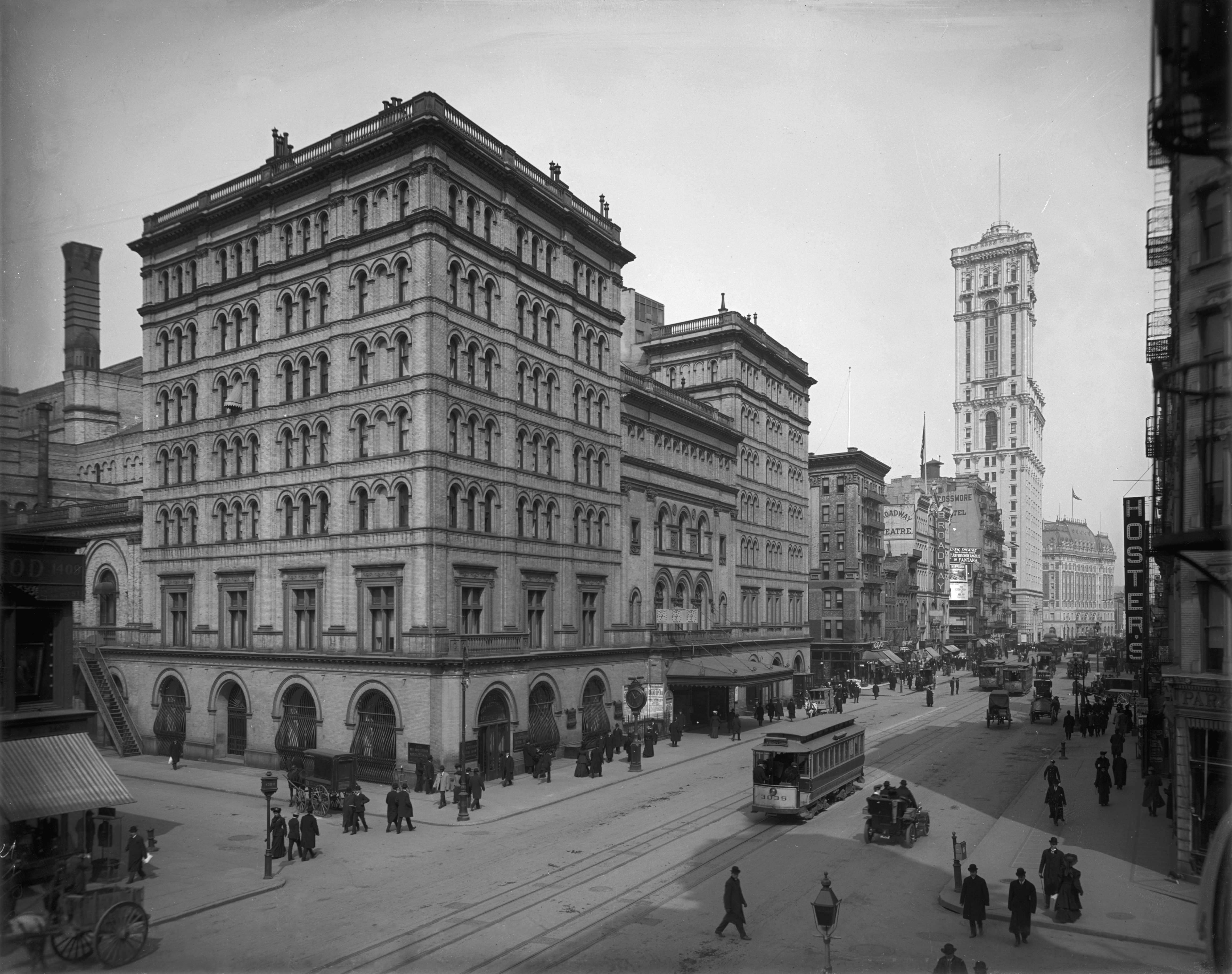
1883: Das alte Metropolitan Opera House

- 1883: Die Metropolitan Opera in New York City wird mit der Oper Faust (dt. Titel Margarete) von Charles Gounod eröffnet.
- 1904: Mit der B.Z. am Mittag erscheint in Berlin die erste deutsche Boulevard-Zeitung im Straßenverkauf.
- 1919: Die Richard-Strauss-Oper Die Frau ohne Schatten hat in Dresden Premiere.
- 1959: Der Antikriegsfilm Die Brücke von Bernhard Wicki wird uraufgeführt.
- 1961: Im Deutschen Fernsehen (ARD) wird die erste Sendung von Musik aus Studio B mit Chris Howland als Schallplattenmoderator ausgestrahlt.
- 1964: Jean-Paul Sartre lehnt den ihm zuerkannten Literaturnobelpreis ab.
- 1969: Led Zeppelin II, das zweite Album von Led Zeppelin, wird veröffentlicht.
- 1979: Die Felskirchen von Iwanowo in Bulgarien werden von der UNESCO zum Weltkulturerbe erklärt.
- 1982: In den USA kommt der Film First Blood (Rambo) in die Kinos.
- 1985: Im ZDF wird die erste Folge der Serie Die Schwarzwaldklinik  ausgestrahlt.
- 1987: An der Houston Grand Opera, Texas, findet die Uraufführung von John Adams’ Oper Nixon in China statt.

### Religion
- 1303: Niccolo di Boccasio wird als Benedikt XI. zum Papst gewählt.
- 1630: Der venezianische Doge gelobt der Jungfrau Maria den Bau einer Kirche, wenn die seit einem Jahr in Venedig wütende Pest aufhöre. Als kurz darauf die Seuche endet, wird sein Versprechen eingelöst und die Kirche Santa Maria della Salute errichtet.
- 1844: Die von der Miller-Bewegung erwartete Wiederkehr Jesu Christi bleibt aus. Enttäuschte Anhänger gründen später die Siebenten-Tags-Adventisten.

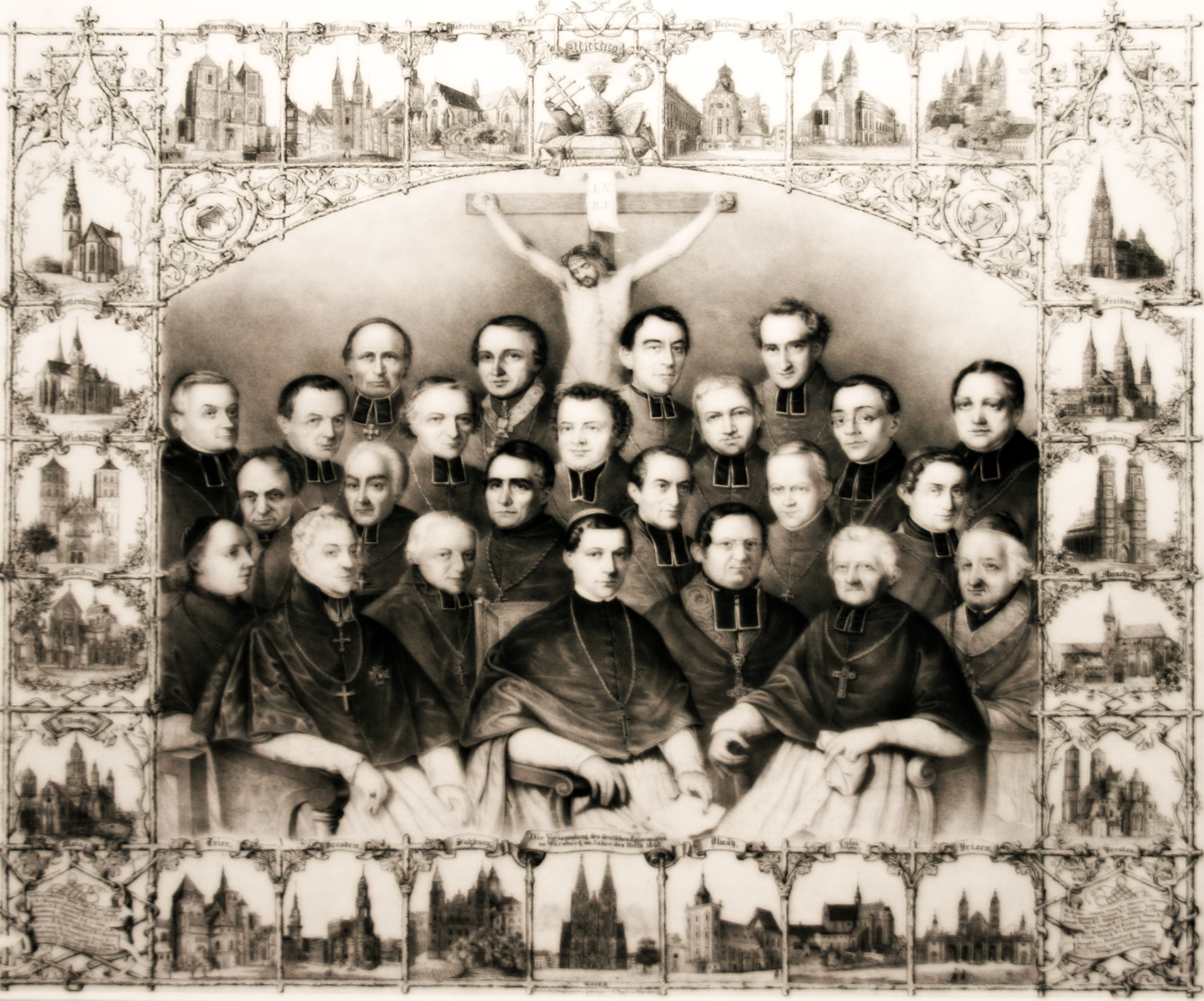
1848: Künstlerische Darstellung der Bischofsversammlung

- 1848: In Würzburg beginnt die erste „Versammlung der deutschen Bischöfe“, diese Treffen werden später in Deutsche Bischofskonferenz umbenannt.

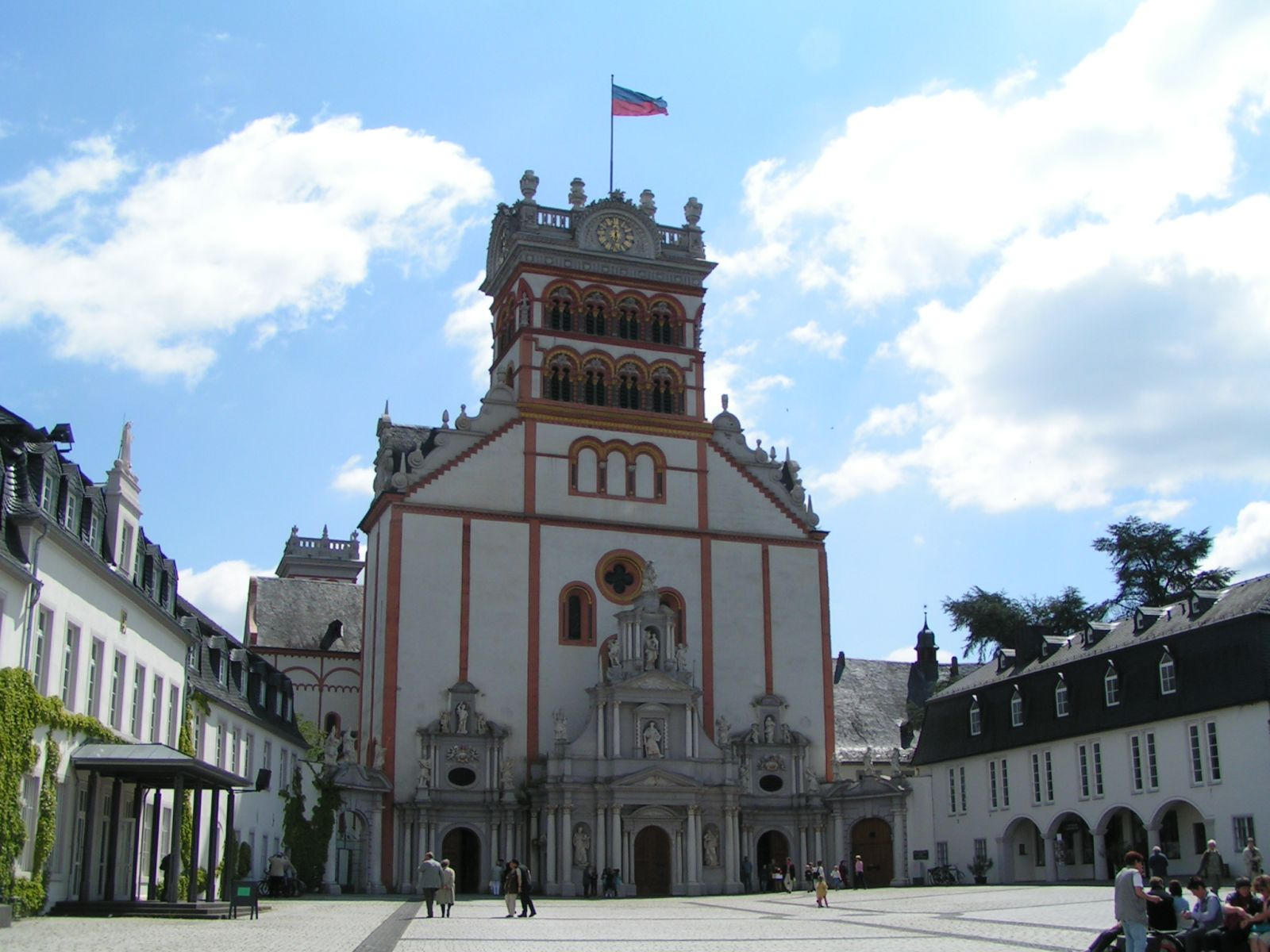
1922: Benediktinerabtei St. Matthias

- 1922: Die Benediktinerabtei St. Matthias in Trier wird wieder als Abtei geweiht und von Benediktinermönchen bezogen.
- 1978: Johannes Paul II. wird als Papst inthronisiert.
- 1991: Bartholomäus I. wird von den zwölf Metropoliten der Heiligen Synode zum Erzbischof von Konstantinopel und Ökumenischen Patriarchen gewählt.
- 2000: Richard Fehr, damals Stammapostel und internationaler Präsident der Neuapostolischen Kirche, ordiniert Leslie Latorcai zum Bezirksapostel und somit Präsidenten der Neuapostolischen Kirche Kanada. Insgesamt werden ihm 2,5 Mio. neuapostolische Christen zur Seelsorge anvertraut.

### Katastrophen
- 1707: Bei der Schiffskatastrophe bei den Scilly-Inseln laufen vier Schiffe eines Geschwaders der Royal Navy unter Admiral Sir Cloudesley Shovell auf die Scilly-Inseln auf. Etwa 1500 Seeleute kommen ums Leben.
- 1877: Im schottischen Blantyre (South Lanarkshire) verlieren bei einem Grubenunglück im Steinkohlenbergwerk 215 Menschen ihr Leben.

1895: Der Unfall am Gare Montparnasse

- 1895: Bei einem spektakulären Zugunglück im Bahnhof Montparnasse in Paris kommt eine Frau ums Leben, sechs weitere Personen werden verletzt.
- 1940: Nach der Kollision mit einem Frachtschiff sinkt der kanadische Zerstörer Margaree im Nordatlantik. Dabei sterben 140 Menschen.
- 2005: Eine Boeing 737 der nigerianischen Fluggesellschaft Bellview Airlines stürzt kurz nach dem Start in Lagos ab. Alle 111 Passagiere und die sechs Besatzungsmitglieder sind tot.

Kleinere Unglücksfälle sind in den Unterartikeln von Katastrophe und in der Liste von Katastrophen aufgeführt.

### Sport
- 1936: Der Unternehmer Willi Münstermann gründet den Krefelder EV zur Förderung des Eishockeysports in der Stadt. Er engagiert professionelle Spieler aus Kanada, die sogenannten German Canadians, um gegen starke Gegner zu bestehen.
- 2006: Fernando Alonso sichert sich mit einem zweiten Platz im letzten Rennen der Formel-1-Saison seine zweite Weltmeisterschaft in Folge.
- 2012: Wegen Dopings entzieht der Weltradsportverband UCI dem US-Amerikaner Lance Armstrong alle nach dem 1. August 1998 gewonnenen Titel, darunter sieben Gesamtsiege bei der Tour de France, und sperrt ihn lebenslang.

Einträge von Leichtathletik-Weltrekorden befinden sich unter der jeweiligen Disziplin unter Leichtathletik.

## Geboren

### Vor dem 17. Jahrhundert
- um 700: Willibald von Eichstätt, erster Bischof von Eichstätt
- 1071: Wilhelm IX., Herzog von Aquitanien
- 1197: Juntoku, japanischer Kaiser
- 1511: Erasmus Reinhold, deutscher Astronom und Mathematiker
- 1539: Luigi Gonzaga, Herzog von Nevers und Herzog von Rethel
- 1565: Benedikt Carpzov der Ältere, deutscher Professor für Rechtswissenschaften
- 1565: Otto von Dorgelo, westfälischer Dompropst zu Münster
- 1582: Francesco Piccolomini, italienischer Generaloberer des Jesuitenordens
- 1583: Laurens Reael, niederländischer Admiral und Generalgouverneur der niederländischen Ostindien-Kompanie (VOC) in Südostasien
- 1587: Joachim Jungius, deutscher Mathematiker, Physiker und Philosoph
- 1588: Hans Jakob Zörnlin, Schweizer Offizier in fremden Diensten und Beamter
- 1591: Alfonso III. d’Este, Herzog von Modena und Reggio
- 1592: Gustaf Horn, schwedischer Feldherr

### 17. und 18. Jahrhundert
- 1605: Frédéric-Maurice de La Tour d’Auvergne, französischer Adliger und Militär, Herzog von Bouillon
- 1623: Severus Christoph Olpius, deutscher Moralphilosoph und lutherischer Theologe
- 1639: Caspar Hermann Sandhagen, deutscher Theologe
- 1642: Rudolph Wilhelm Krause der Jüngere, deutscher Mediziner
- 1659: Georg Ernst Stahl, deutscher Chemiker, Metallurg und Mediziner
- 1664: Praskowja Fjodorowna Saltykowa, Zarin von Russland
- 1678: Johann Philipp Harrach, österreichischer Feldmarschall und Hofkriegsratspräsident
- 1687: Anton Ulrich, Herzog von Sachsen-Meiningen
- 1688: Nadir Schah, Schah von Persien und Begründer der Dynastie der Afschariden

Nadir Shah (* 1688)

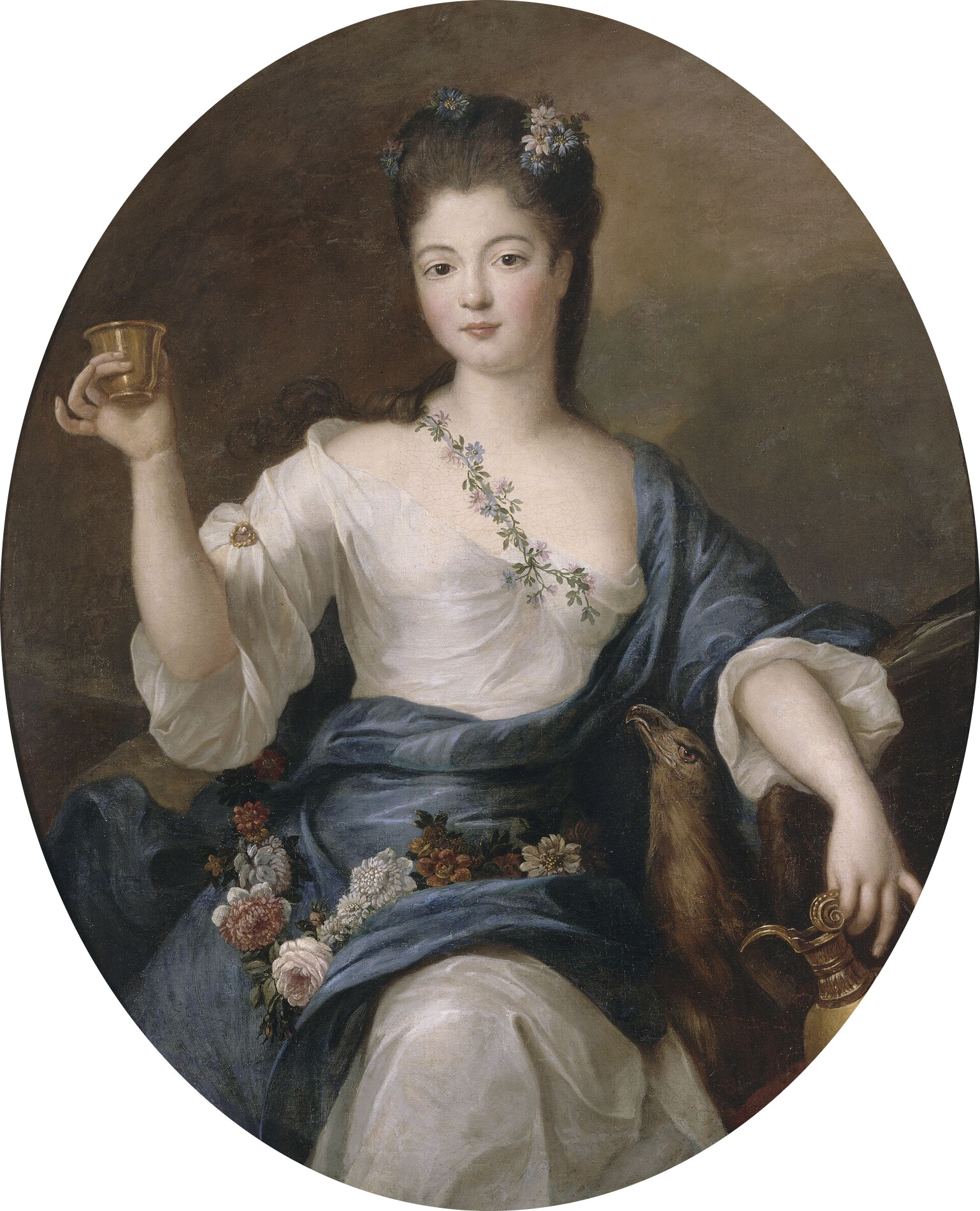
Charlotte Aglaé d’Orléans (* 1700)

- 1689: Johann V., König von Portugal
- 1697: Catharina Amalia von Schlegel, deutsche Kirchenlieddichterin
- 1698: Nicola Bonifacio Logroscino, italienischer Komponist und Kapellmeister
- 1700: Charlotte Aglaé d’Orléans, französische Adelige und Herzogin von Modena
- 1701: Maria Amalia von Österreich, Kurfürstin von Bayern und Kaiserin des Heiligen Römischen Reichs
- 1708: Ludwig Günther II., Fürst von Schwarzburg-Rudolstadt
- 1712: Johann Gottfried Heinitz, deutscher Pädagoge und Kirchenlieddichter
- 1722: Gotthilf Friedemann Löber, deutscher evangelischer Geistlicher und Pädagoge
- 1729: Johann Reinhold Forster, deutscher Naturforscher
- 1733: Johann George von Schütz, preußischer Beamter
- 1745: Benedikt Maria von Werkmeister, deutscher römisch-katholischer Theologe
- 1749: Cornelis van der Aa, niederländischer Buchhändler und Schriftsteller
- 1750: Joseph Calhoun, US-amerikanischer Politiker, Mitglied des Repräsentantenhauses
- 1751: Johanna Henriette de Bombelles, Landgräfin von Hessen-Rotenburg
- 1751: Nathanael Gottfried Leske, deutscher Naturforscher
- 1751: Karl Friedrich Zepernick, deutscher Rechtswissenschaftler und Richter
- 1754: Matthias Ogden, Offizier der Kontinentalarmee während des Amerikanischen Unabhängigkeitskrieges
- 1759: Louise d’Aumont Mazarin, Prinzessin von Monaco
- 1761: Wulf Christopher von Ahlefeldt, Herr auf Gut Deutsch-Lindau und Königsförde
- 1761: Antoine Barnave, französischer Revolutionär und Politiker, Präsident der Nationalversammlung
- 1765: Karl Friedrich Kielmeyer, deutscher Mediziner, Naturforscher, Chemiker und theoretischer Biologe
- 1765: Daniel Steibelt, deutscher Pianist und Komponist
- 1766: David Brydie Mitchell, US-amerikanischer Politiker, Gouverneur von Georgia
- 1771: Karl Joseph von Aulock, deutscher Geistlicher, Weihbischof von Breslau, Titularbischof von Marocco
- 1781: Franz Kuenlin, Schweizer Politiker und Autor
- 1785: Adam von Faßmann, deutscher Apotheker und Politiker
- 1790: Jan Ackersdijck, niederländischer Jurist, Statistiker und Ökonom
- 1796: Achille Etna Michallon, französischer Landschaftsmaler
- 1797: Jakob Adam, Schweizer Jurist und Politiker, Regierungsrat

### 19. Jahrhundert

#### 1801–1850

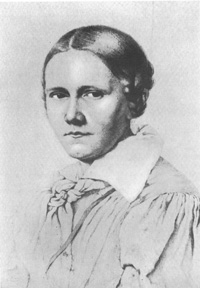
Elisabeth Grube (* 1803)

- 1803: Elisabeth Grube, deutsche Dichterin und Schriftstellerin
- 1805ː Josephine Scheffel, deutsche Autorin und Salonnière
- 1809: Federico Ricci, italienischer Komponist
- 1811: Franz Liszt, Pianist und Komponist

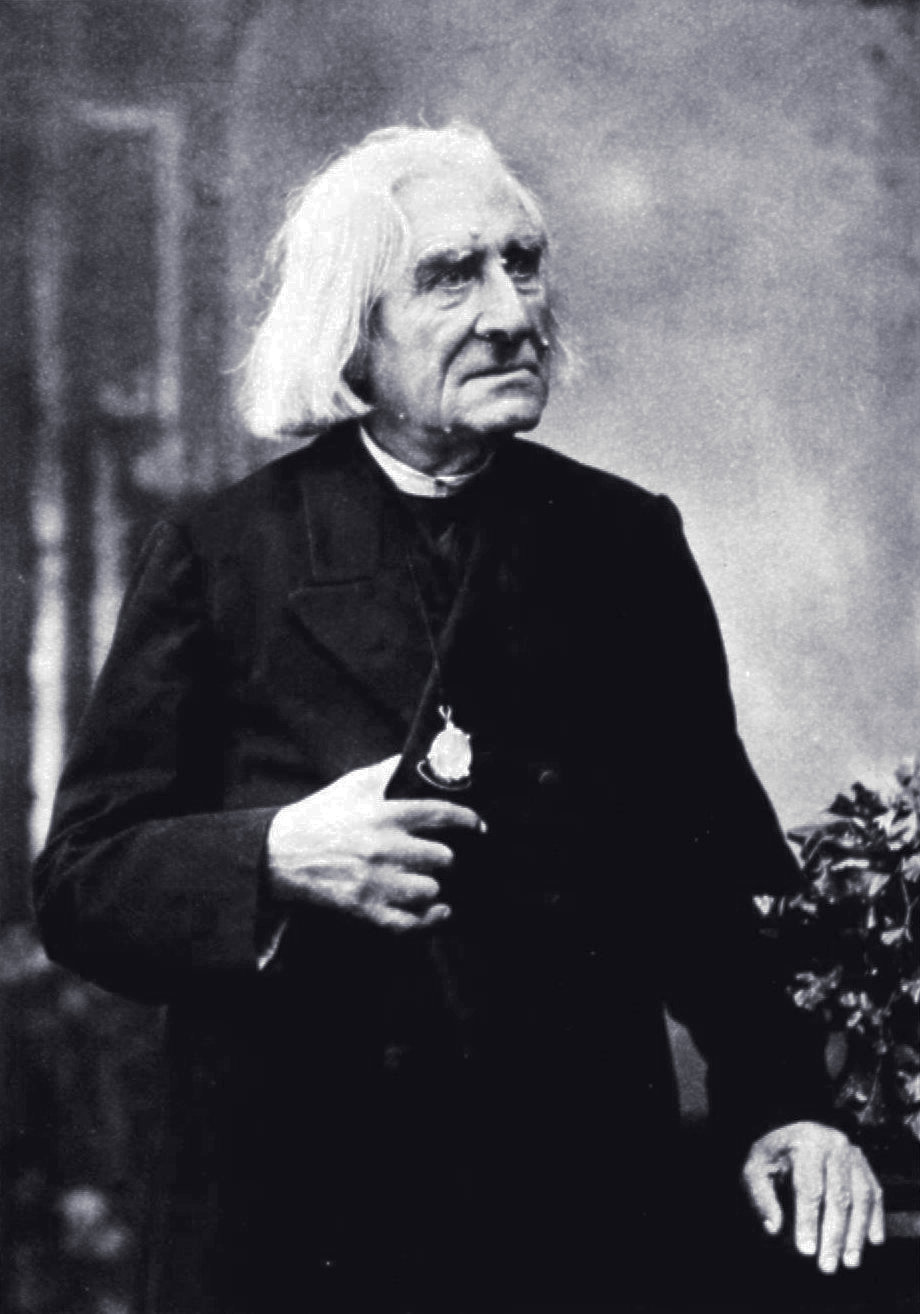
Franz Liszt (* 1811)

- 1818: Charles Leconte de Lisle, französischer Dichter
- 1818: Kosma Terentjewitsch Soldatjonkow, russischer Unternehmer, Mäzen und Herausgeber
- 1837: Benjamin Butterworth, US-amerikanischer Politiker

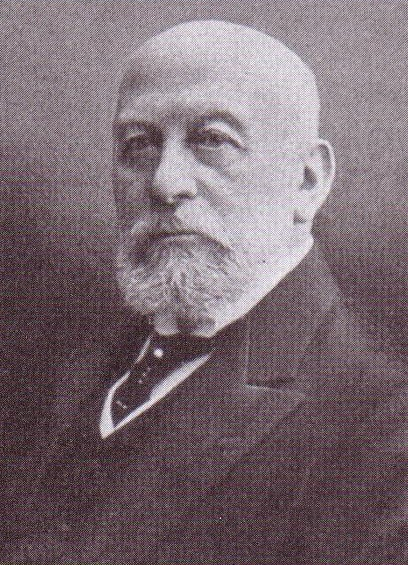
August zu Eulenburg (* 1838)

- 1838: August zu Eulenburg, preußischer General und Minister
- 1844: Sarah Bernhardt, französische Schauspielerin

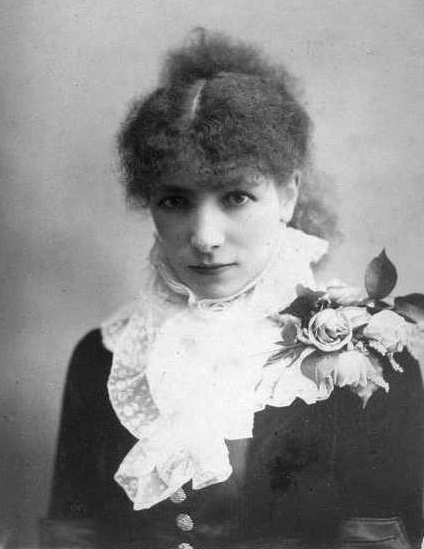
Sarah Bernhardt (* 1844)

- 1844: Louis Riel, kanadischer Rebell und Politiker, Führer der Métis
- 1845: Edmund Reitter, deutscher Entomologe, Sachbuchautor und Kaufmann
- 1847: Koos de la Rey, burischer General

#### 1851–1900
- 1852: Adam Müller-Guttenbrunn, österreichischer Schriftsteller und Theaterdirektor
- 1858: Auguste Viktoria, deutsche Kaiserin
- 1858: Giovanni Lurati, Schweizer Jurist und Politiker
- 1859: Karl Muck, deutscher Dirigent
- 1865: Otto Antoine, deutscher Werbegrafiker und Vedutenmaler
- 1869: Josef Ettlinger, deutscher Journalist und Literaturhistoriker
- 1869: Oskar Hergt, deutscher Verwaltungsjurist und Politiker, MdL, MdR, Reichsminister

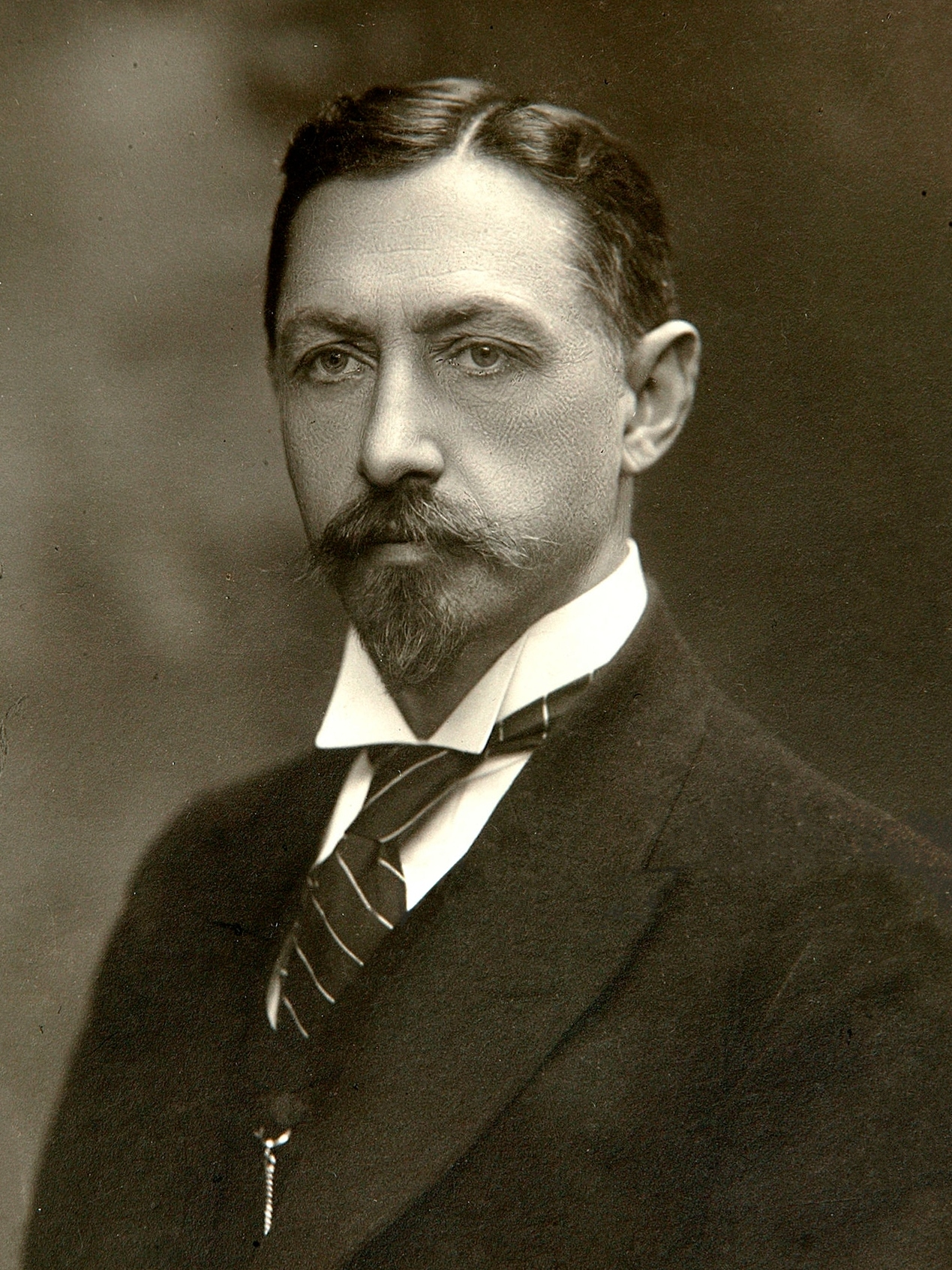
Iwan Bunin (* 1870)

- 1870: Iwan Bunin, russischer Schriftsteller, Lyriker und Übersetzer, Nobelpreisträger
- 1870: Eugène Grand, Schweizer Jurist und Politiker
- 1872: Alessio Ascalesi, italienischer Geistlicher, Bischof von Muro Lucano und Sant’Agata de’ Goti, Erzbischof von Benevent und Neapel, Kardinal
- 1875: Harriet Chalmers Adams, US-amerikanische Entdeckerin, Journalistin und Fotografin
- 1875: Harry Walden, deutscher Schauspieler
- 1876: Karl Borromäus Adam, deutscher Theologe und Dogmatiker
- 1876ː Róża Czacka, polnische römisch-katholische Ordensfrau, Selige
- 1876ː Cecilia Loftus, schottische Schauspielerin
- 1876: Fiddlin’ Sam Long, US-amerikanischer Old-Time-Musiker
- 1877: Fritz Danner, deutscher Kunstturner
- 1878: Carl Otto Czeschka, österreichisch-deutscher Grafiker und Maler
- 1880: Patápio Silva, brasilianischer Flötist, Gitarrist und Komponist
- 1880: Jan van Beek, niederländischer Fußballspieler
- 1881: Clinton Davisson, US-amerikanischer Physiker, Nobelpreisträger
- 1881: Johannes Freumbichler, österreichischer Heimatschriftsteller
- 1883: Viktor Jacobi, ungarischer Operettenkomponist
- 1883: Hugo Wast, argentinischer Schriftsteller
- 1885: Giovanni Martinelli, italienischer Opernsänger (Tenor)
- 1888: Renzo Bracesco, italienischer Komponist und Musikpädagoge

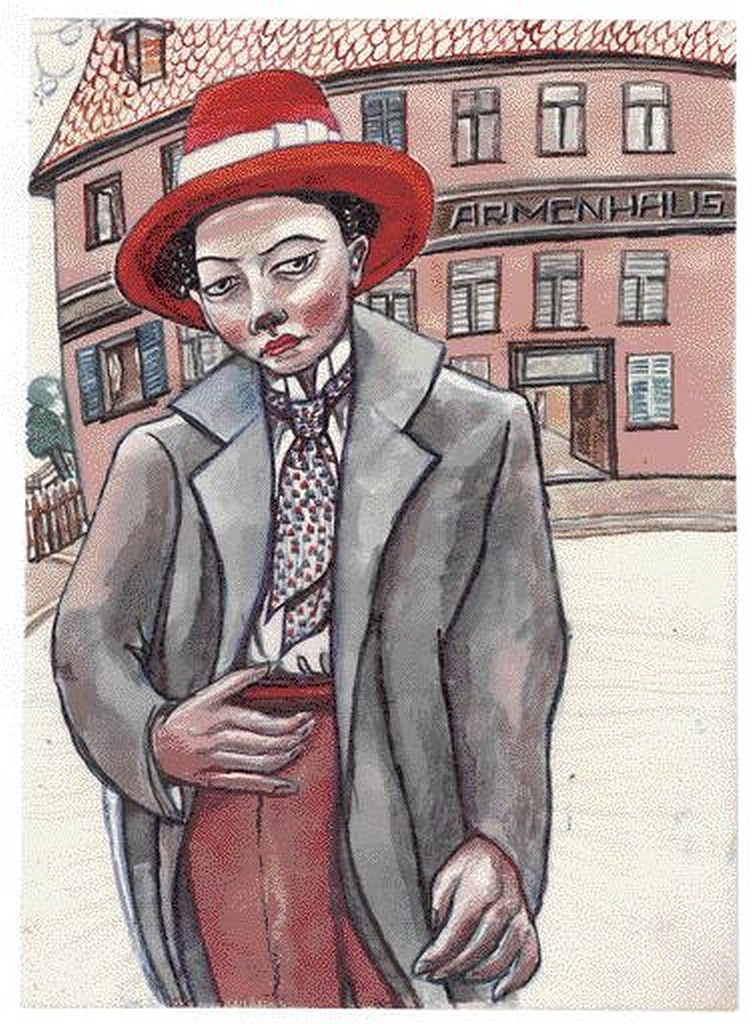
Ida Maly (* 1894)

- 1889: Cornelis J. Bute, niederländischer Organist, Carilloneur und Komponist
- 1889: William Stewart, australischer Sprinter
- 1890ː Martha Wertheimer, deutsche Pädagogin, Journalistin, Schriftstellerin und Opfer des Holocaust
- 1891: Fidelio F. Finke, tschechisch-deutscher Komponist
- 1891: Kurt Hickethier, deutscher Arzt
- 1891: Otto Sommer, deutscher Politiker und Luftwaffenoffizier, MdL, MdR
- 1893: Ernst Julius Öpik, estnischer Astronom
- 1894ː Ida Maly, österreichische Malerin und NS-Opfer
- 1896: Oscar L. Chapman, US-amerikanischer Politiker, Innenminister
- 1896: Earle C. Clements, US-amerikanischer Politiker, Mitglied des Repräsentantenhauses, Gouverneur von Kentucky, Senator
- 1898: Marcel Mihalovici, rumänisch-französischer Komponist
- 1898: William Quindt, deutscher Journalist und Schriftsteller
- 1899: Otto Krayer, deutscher Arzt und Pharmakologe
- 1900: Edward Stettinius Jr., US-amerikanischer Politiker und Diplomat, Außenminister
- 1900: Karl Walz, deutscher Politiker, MdB
- 1900: Paul Wittmann, rumäniendeutscher Kirchenmusiker und Komponist

### 20. Jahrhundert

#### 1901–1925
- 1901: Jakob Annasohn, Schweizer Generalstabschef
- 1901: Gustav Scheck, deutscher Flötist und Direktor der Musikhochschule Freiburg
- 1903: George Beadle, US-amerikanischer Biologe
- 1903: Curly Howard, US-amerikanischer Komiker (The Three Stooges)

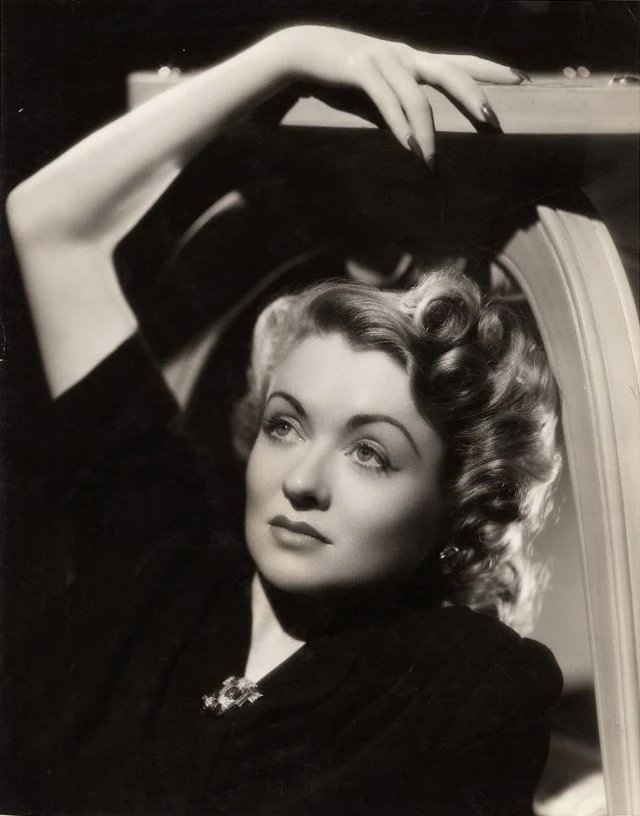
Constance Bennett (* 1904)

- 1904: Constance Bennett, US-amerikanische Schauspielerin
- 1905: Paul Arma, französischer Komponist, Musikethnologe und Pianist
- 1905: Manuel Ferreira, argentinischer Fußballspieler
- 1906: Kees van Baaren, niederländischer Komponist und Lehrer
- 1906: Fritz Cremer, deutscher Bildhauer
- 1907: Jimmie Foxx, US-amerikanischer Baseballspieler und -manager
- 1907: Hans Nickel, deutscher Ruderer
- 1907: Emilie Schindler, Ehefrau Oskar Schindlers, Gerechte unter den Völkern
- 1908: Zygmund Przemyslaw Rondomanski, US-amerikanischer Komponist
- 1909: Käte van Tricht, deutsche Organistin, Pianistin, Cembalistin und Musikpädagogin
- 1910: Bruno Balscheit, Schweizer evangelischer Geistlicher und Hochschullehrer
- 1911: Willi Aengevelt, deutscher Immobilienmakler
- 1913: Robert Capa, US-amerikanischer Fotograf
- 1913: Bảo Đại, letzter Kaiser von Vietnam
- 1914: Kurt Laqueur, deutscher Diplomat
- 1913: Hans-Peter Tschudi, Schweizer Politiker
- 1916: Erwin Ammann, deutscher Politiker
- 1916: Fanita English, US-amerikanische Psychoanalytikerin

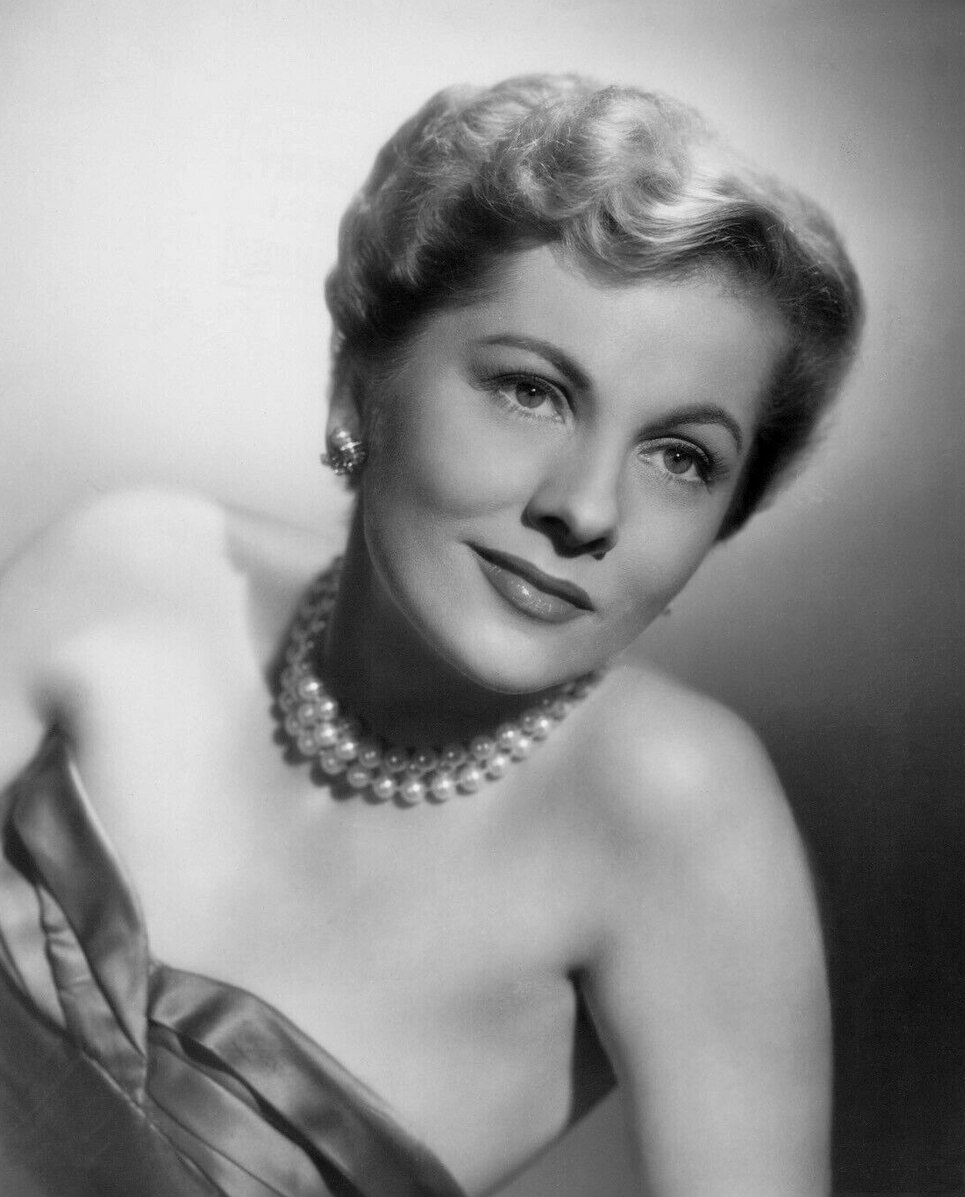
Joan Fontaine (* 1917)

- 1917: Joan Fontaine, US-amerikanische Filmschauspielerin
- 1917: John Tolan, US-amerikanischer Automobilrennfahrer
- 1918: Antonio Bevilacqua, italienischer Radrennfahrer
- 1918: L. G. McKinley, US-amerikanischer Blues-Gitarrist
- 1918: Paul Edwin Roth, deutscher Schauspieler
- 1919: Morris Janowitz, US-amerikanischer Soziologe und Politikwissenschaftler

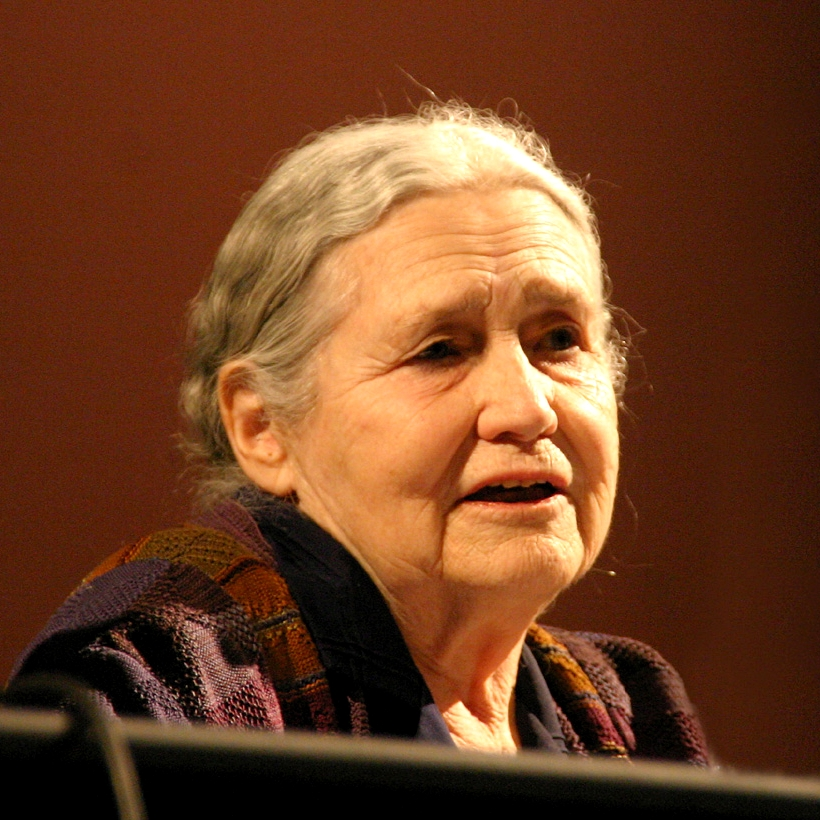
Doris Lessing (* 1919)

- 1919: Doris Lessing, britische Schriftstellerin und Nobelpreisträgerin
- 1920: Timothy Leary, US-amerikanischer Psychologe
- 1921: Georges Brassens, französischer Chansonnier
- 1921: Herbert Gruhl, deutscher Politiker und Umweltschützer
- 1921: Franz Seitz, deutscher Filmproduzent, Filmregisseur und Drehbuchautor
- 1922: Sebastian Auer, österreichischer Techniker und Erfinder
- 1922: Eugen Dietrich Graue, deutscher Rechtswissenschaftler und Hochschullehrer
- 1922: Tadeusz Machl, polnischer Komponist, Organist und Musikpädagoge
- 1923ː Ilse Helbich, österreichische Publizistin und Schriftstellerin
- 1923ː Lotte Kramer, britische Schriftstellerin
- 1923: Pete Pihos, US-amerikanischer American-Football-Spieler
- 1923: Bert Trautmann, deutscher Fußballspieler
- 1924: Annemarie in der Au, deutsche Schriftstellerin
- 1924: Gerhard Ritzberger, österreichischer Politiker
- 1925: Éva Fahidi, ungarische Holocaustüberlebende
- 1925: Willy Potthoff, deutscher Reformpädagoge
- 1925: Robert Rauschenberg, US-amerikanischer Maler

#### 1926–1950

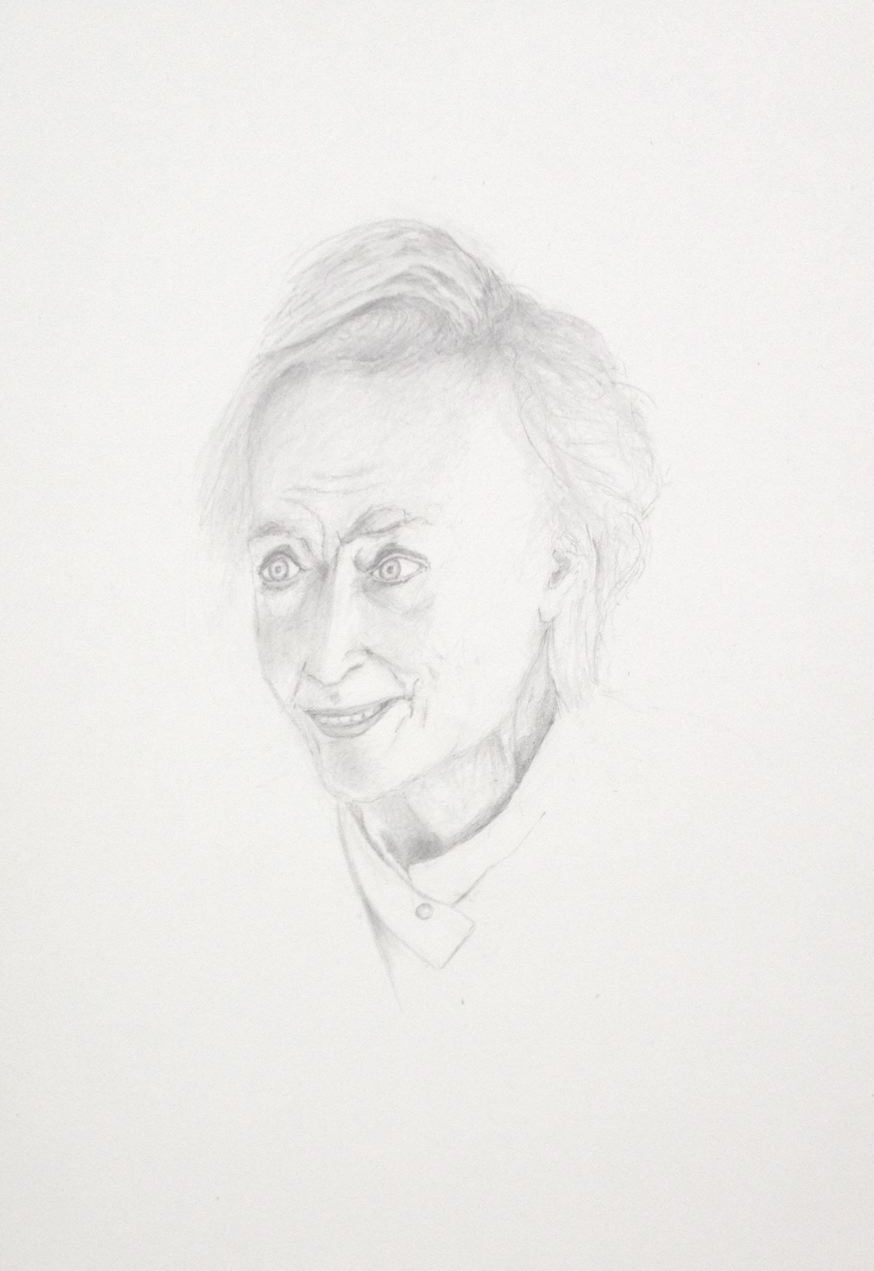
Sabine Hoffmann (* 1926)

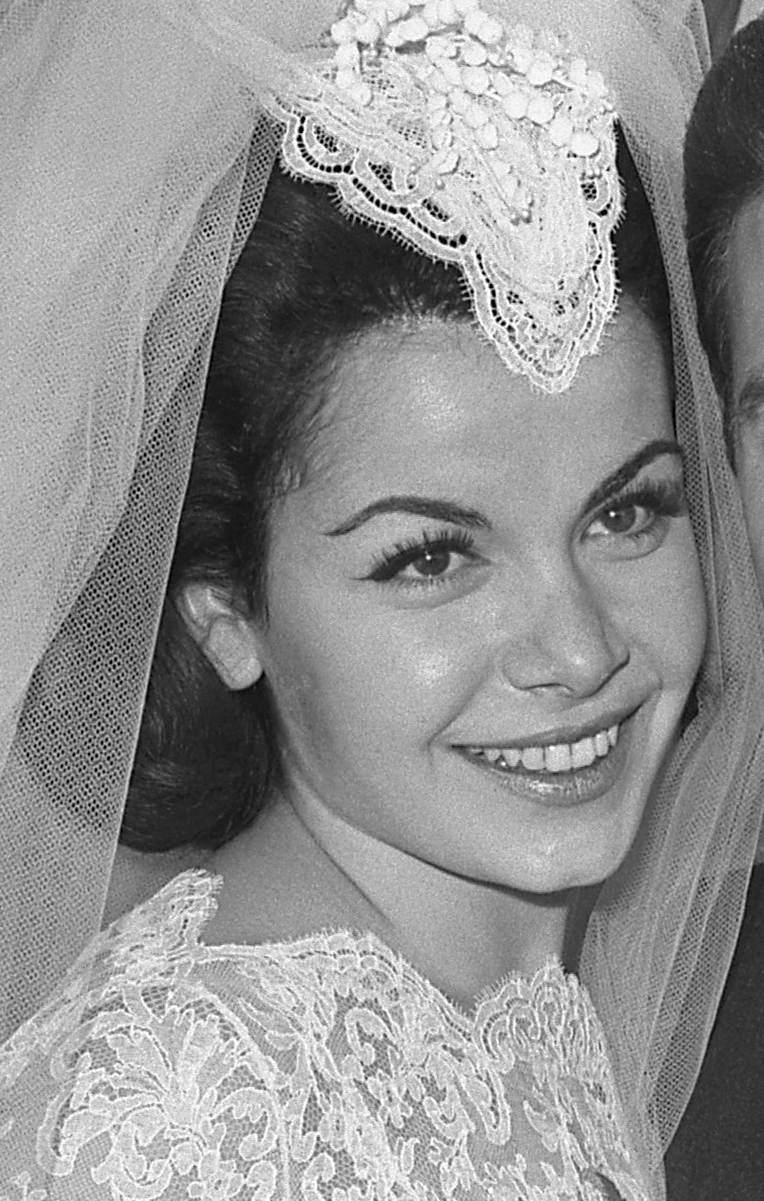
Annette Funicello (* 1942)

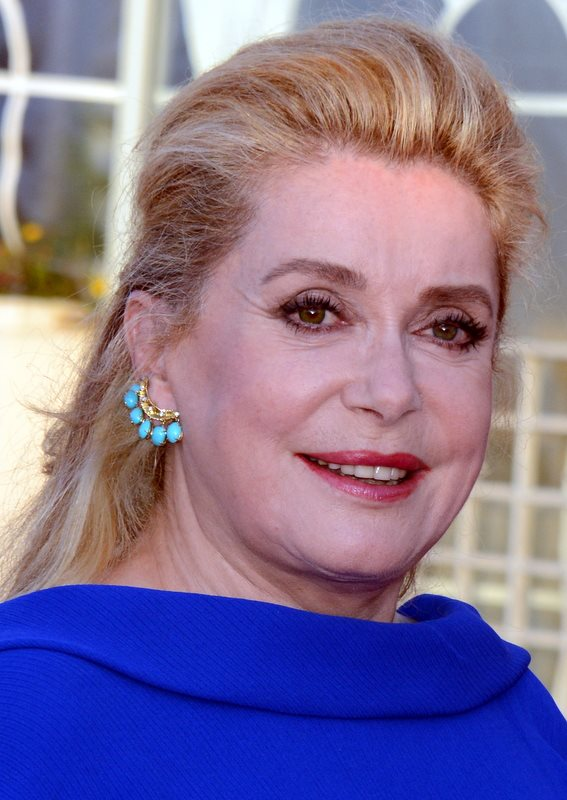
Catherine Deneuve (* 1943)

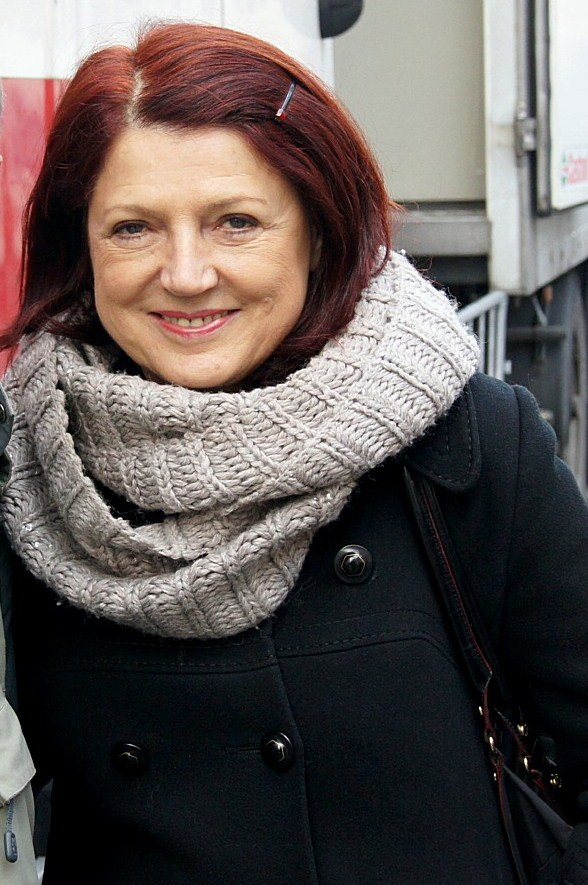
Urszula Dudziak (* 1943)

- 1926: Sabine Hoffmann, deutsche Malerin und Bildhauerin
- 1926: Nikolaus Senn, Schweizer Bankmanager
- 1927: Bertram Huppert, deutscher Mathematiker
- 1928: Hans-Jacob Krümmel, deutscher Betriebswirt und Hochschullehrer
- 1929: Roger Fournier, kanadischer Schriftsteller und Filmregisseur
- 1929: Lew Jaschin, sowjetischer Torwart
- 1929: Arnim Mühlstädt, deutscher Schauspieler
- 1929: Ida Schöpfer, Schweizer Skirennläuferin
- 1929: Eilert Tantzen, deutscher Forstmann, Heimatforscher, Naturschützer und Politiker
- 1932: Afewerk Tekle, äthiopischer Künstler
- 1934: Julio Jiménez, spanischer Radrennfahrer
- 1935: Thérèse Brenet, französische Komponistin und Musikpädagogin
- 1935ː Judy Devlin, irisch-amerikanische, später für England startende Badmintonspielerin
- 1936: Jacques Berndorf, deutscher Schriftsteller und Journalist
- 1936: Rolf Gleiter, deutscher Chemiker
- 1937: Elaine Hatfield, US-amerikanische Psychologin und Sexualwissenschaftlerin
- 1937: Manos Loïzos, griechischer Komponist
- 1937: Tadeáš Salva, slowakischer Komponist
- 1938: Derek Jacobi, britischer Schauspieler
- 1938: Christopher Lloyd, US-amerikanischer Schauspieler
- 1938: Claus Hipp, deutscher Unternehmer und Künstler
- 1939: Joaquim Alberto Chissano, mosambikanischer Unabhängigkeitskämpfer und Staatspräsident
- 1939: George Cohen, englischer Fußballspieler
- 1940: José Colángelo, argentinischer Tangopianist und -komponist
- 1940: Josef Jahn, deutscher Radsportler und nationaler Meister im Radsport
- 1941: Max Apple, US-amerikanischer Schriftsteller und Drehbuchautor
- 1941: Dietrich Austermann, deutscher Politiker
- 1942: Annette Funicello, US-amerikanische Sängerin
- 1943: Blas Emilio Atehortúa, kolumbianischer Komponist
- 1943: Catherine Deneuve, französische Filmschauspielerin
- 1943: Urszula Dudziak, polnische Jazzsängerin
- 1943: Hans Hartz, deutscher Sänger und Liedermacher
- 1943: Robert Long, niederländischer Liedermacher
- 1943: Wolfgang Thierse, deutscher Politiker, Mitglied der Volkskammer, MdB, Bundestagspräsident
- 1944: Hansjürgen Hürrig, deutscher Schauspieler
- 1944: Doris Kunstmann, deutsche Filmschauspielerin
- 1945: Leslie West, US-amerikanischer Musiker
- 1946: Mario Corti, Schweizer Manager
- 1947: Haley Barbour, US-amerikanischer Politiker
- 1947: Josef Estermann, Schweizer Politiker
- 1947: Richard Piper, britischer Automobilrennfahrer
- 1948: Håkon Austbø, norwegischer Pianist und Hochschullehrer
- 1948: Andy Holden, britischer Hindernis- und Crossläufer
- 1948: Bo Holten, dänischer Komponist und Dirigent
- 1948ː Uta Stammer, deutsche Schauspielerin und Hörspielsprecherin
- 1949: Agustinus Agus, indonesischer Bischof
- 1949: Butch Goring, kanadischer Eishockeyspieler und -trainer
- 1949: Joël Gouhier, französischer Automobilrennfahrer
- 1949: Manfred Trojahn, deutscher Komponist
- 1949: Arsène Wenger, französischer Fußballtrainer

#### 1951–1975

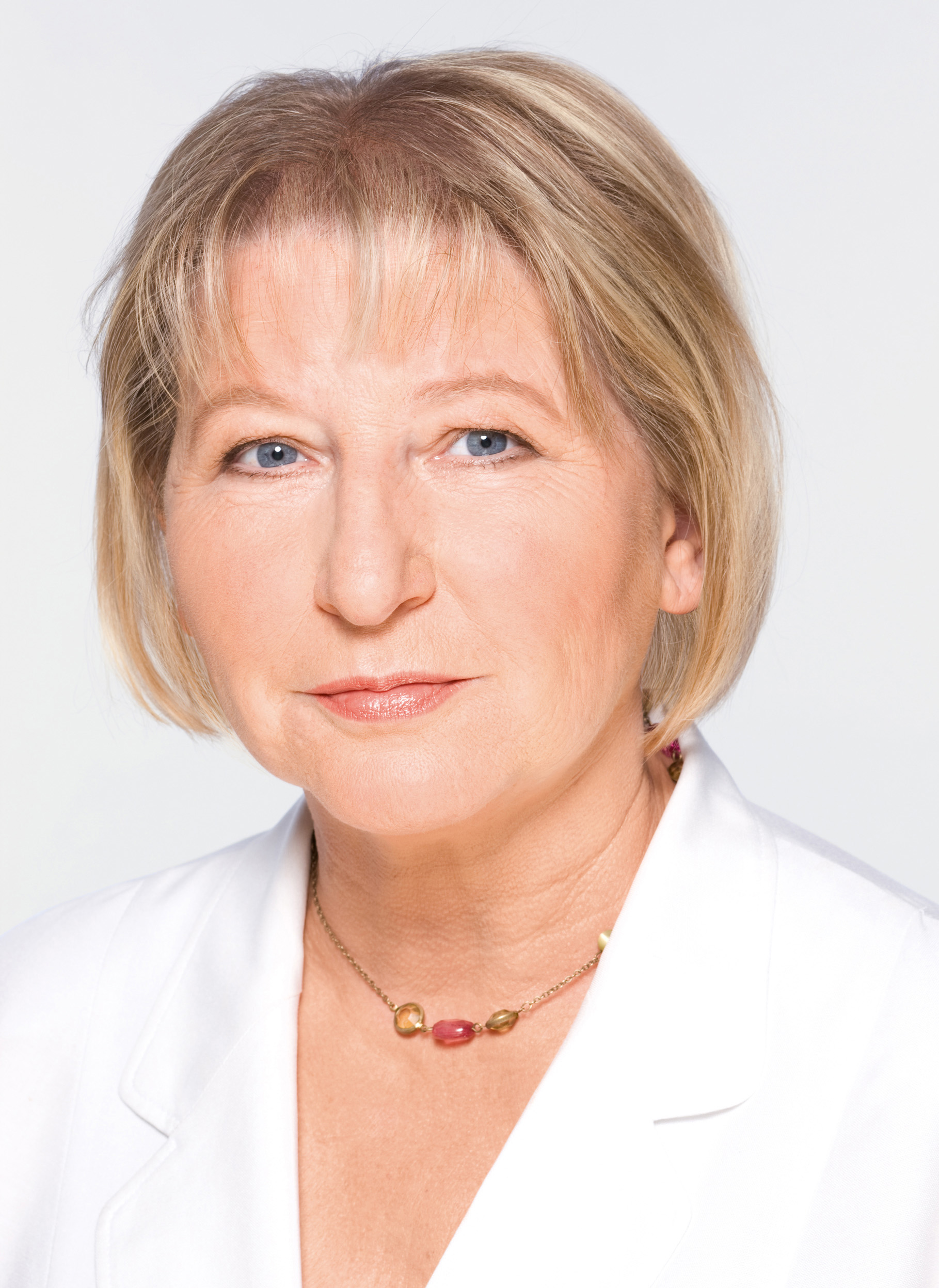
Karin Pranghofer (* 1951)

- 1951: Marshall Napier, neuseeländischer Schauspieler
- 1951: Karin Pranghofer, deutsche Politikerin (SPD)
- 1952: Jeff Goldblum, US-amerikanischer Schauspieler
- 1952: Yoshiki Tanaka, japanischer Schriftsteller
- 1953: Johannes Nollé, deutscher Althistoriker, Epigraphiker und Numismatiker
- 1955: Bill Condon, US-amerikanischer Filmregisseur und Drehbuchautor
- 1955: Michel Decastel, Schweizer Fußballspieler und -trainer
- 1955: John Graham, kanadischer Automobilrennfahrer
- 1955: Cordula Güdemann, deutsche Malerin
- 1956: Jun Aoki, japanischer Architekt
- 1956: Pierre Ehret, deutscher Unternehmer und Automobilrennfahrer
- 1958: Virgil Donati, australischer Schlagzeuger
- 1958: Stefan Gwildis, deutscher Musiker
- 1958: Johnny Unser, US-amerikanischer Automobilrennfahrer und Motorsportfunktionär
- 1959: Stefan Kurt, Schweizer Schauspieler
- 1960: Harri Toivonen, finnischer Automobilrennfahrer
- 1961: D’Gary, madagassischer Gitarrist
- 1962: Manuel Rodrigues, französischer Automobilrennfahrer
- 1962: Kjetil Saunes, norwegischer Jazzmusiker
- 1962: Sabine Urig, deutsche Schauspielerin
- 1963: Brian Boitano, US-amerikanischer Eiskunstläufer
- 1964: Lionel Abelanski, französischer Schauspieler
- 1964: Craig Levein, schottischer Fußballspieler und -trainer
- 1964: Dražen Petrović, kroatischer Basketballspieler
- 1965: Evelyn Adunka, österreichische Historikerin und Publizistin
- 1965: Winfried Bausback, deutscher Hochschullehrer und Politiker
- 1965: Johann-Georg Jaeger, deutscher Politiker, MdL
- 1965: Alison Louise Kennedy, britische Schriftstellerin
- 1965: Georges Lentz, luxemburgisch-australischer Komponist
- 1966: Juri Jakowlewitsch Arbatschakow, russischer Boxer
- 1967: Christophe Bourret, französischer Automobilrennfahrer- und Unternehmer
- 1967: Ulrike Maier, österreichische Skirennläuferin
- 1967: Stefan Mohr, deutscher Schachgroßmeister
- 1968: Shaggy, jamaikanischer Reggae-Pop-Musiker
- 1968: Ryūji Umeda, japanischer Karambolagespieler und Weltmeister
- 1969: James Bailey, australischer Dartspieler
- 1969: Florian Leis-Bendorff, deutscher Musiker
- 1969: Spike Jonze, US-amerikanischer Regisseur
- 1969: Helmut Lotti, belgischer Sänger
- 1970: Takeshi Kimura, japanischer Automobilrennfahrer
- 1970: Manuel Mota, portugiesischer Jazz- und Improvisationsgitarrist
- 1971: Philippe Askenazy, französischer Ökonom
- 1971: José Manuel Martínez, spanischer Leichtathlet
- 1971: Shamo Quaye, ghanaischer Fußballspieler
- 1972: Jacek Będzikowski, polnischer Handballspieler und -trainer
- 1972: Saffron Burrows, britische Schauspielerin
- 1973: Christian von Aster, deutscher Schriftsteller, Regisseur und Drehbuchautor
- 1973: Ichirō Suzuki, japanischer Baseballspieler
- 1974: Aleksander Gabryś, polnischer Komponist und Kontrabassist
- 1974: Thomas de Jesus Fernandes, deutscher Politiker
- 1974: Timo Uster, deutsch-gambischer Fußballspieler
- 1975: Míchel Salgado, spanischer Fußballspieler
- 1975: Steve Vermaut, belgischer Radrennfahrer

#### 1976–2000

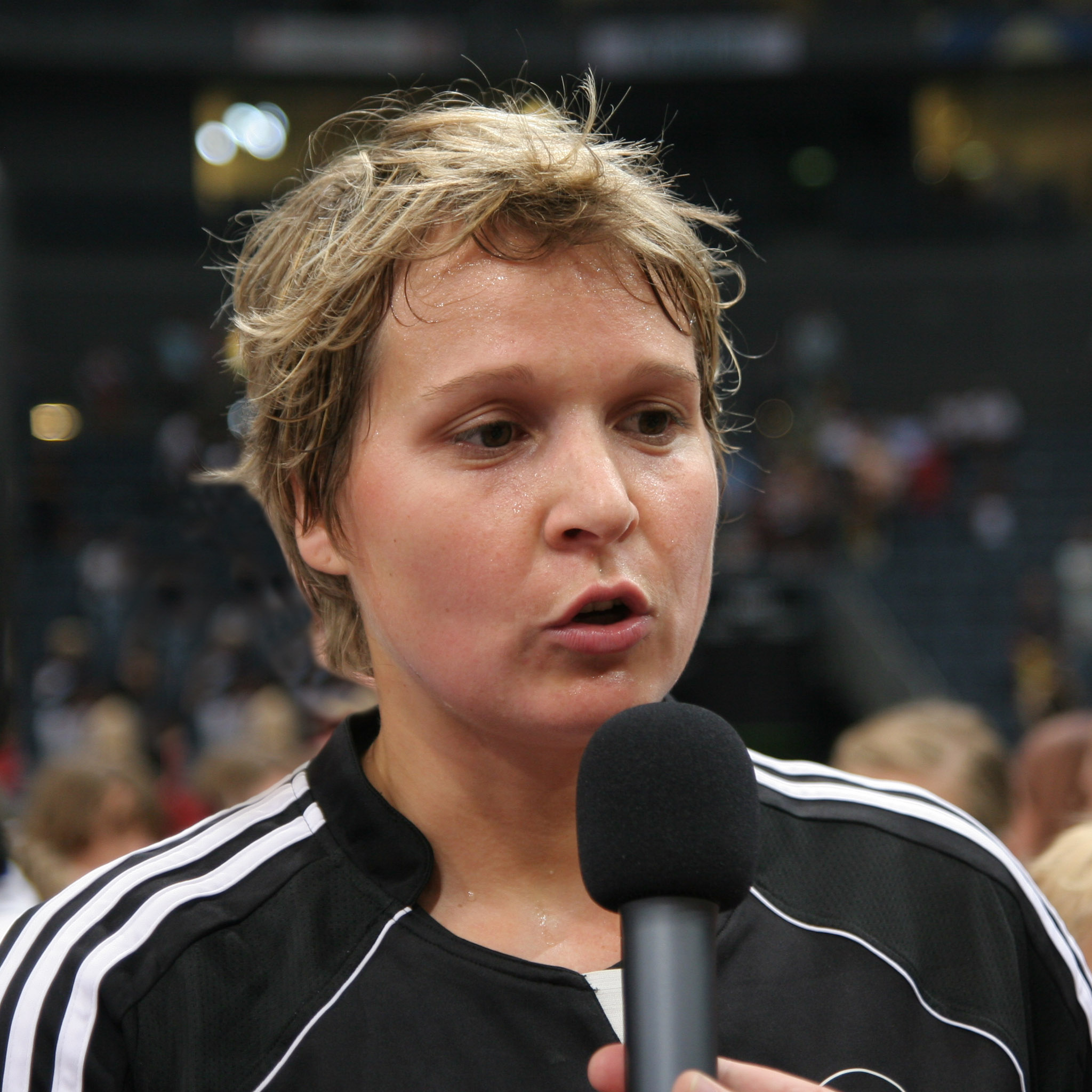
Grit Jurack (* 1977)

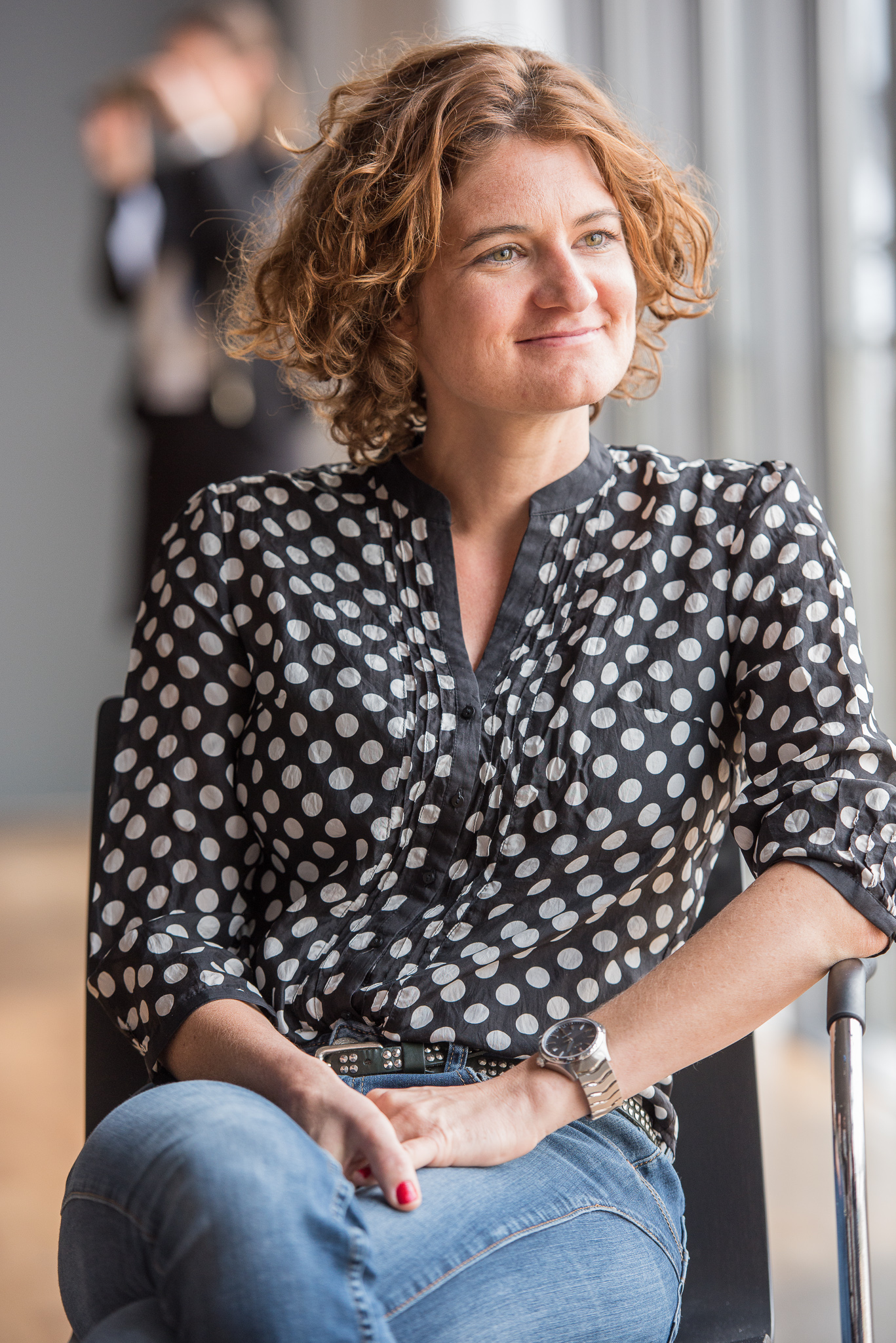
Eli Wasserscheid (* 1978)

- 1976: Alexander Wiktorowitsch Abt, russischer Eiskunstläufer
- 1976: Luke Adams, australischer Geher
- 1977: Gabriele Gardel, Schweizer Automobilrennfahrer
- 1977: Grit Jurack, deutsche Handballspielerin
- 1978: Christoffer Andersson, schwedischer Fußballspieler
- 1978: Yūji Nakagawa, japanischer Fußballspieler
- 1978: Eli Wasserscheid, deutsche Schauspielerin
- 1979: Tony Denman, US-amerikanischer Schauspieler
- 1982: Philipp Eichholtz, deutscher Filmregisseur, Drehbuchautor und Editor
- 1983: Mohammad Zuhair Abu-Libdeh, jordanischer Taekwondoin
- 1983: Plan B, britischer Hip-Hop-, Soulmusiker und Schauspieler
- 1983: Stephan Sigg, Schweizer Theologe und Autor
- 1985: Thomas Lechner, österreichischer Fußballspieler
- 1985: Barbara Leibssle-Balogh, ungarische Handballspielerin
- 1986: Murat Akın, belgisch-türkischer Fußballspieler
- 1986: Laure Boulleau, französische Fußballspielerin
- 1986: Cordula Busack, deutsche Fußball- und Handballspielerin
- 1986: Kara Lang, kanadische Fußballspielerin
- 1986: Johannes Stuck, österreichischer Automobilrennfahrer
- 1986: Stefanie Karg, deutsche Volleyballspielerin
- 1986: Lemawork Ketema, österreichischer Marathonläufer äthiopischer Herkunft
- 1987: Eerik Aps, estnischer Ringer
- 1987: Mikkel Hansen, dänischer Handballspieler
- 1987: Park Ha-seon, südkoreanische Schauspielerin
- 1987: Evan Trupp, US-amerikanischer Eishockeyspieler
- 1989: JPEGMAFIA, US-amerikanischer Rapper und Musikproduzent
- 1990: David Blacha, polnischer Fußballspieler
- 1990: Jonathan Lipnicki, US-amerikanischer Schauspieler
- 1992: 21 Savage, US-amerikanischer Musiker dominicanischer Abstammung
- 1992: Sofia Vassilieva, US-amerikanische Schauspielerin
- 1992: Max Kanter, deutscher Radrennfahrer
- 1995: Lee Jun-ho, südkoreanischer Turner
- 1999: Ella Halvarsson, schwedische Biathletin

### 21. Jahrhundert
- 2001: Brian Branch, US-amerikanischer American-Football-Spieler
- 2003: Ethan Munck, US-amerikanischer Filmschauspieler
- 2005: Anna Dulce, moldawische Sportschützin

## Gestorben

### Vor dem 19. Jahrhundert
- 0741: Karl Martell, fränkischer Hausmeier
- 1229: Gerhard IV., Graf von Geldern
- 1023: Gero von Magdeburg, Erzbischof von Magdeburg
- 1112: Albuin, Bischof von Merseburg
- 1178: Petrus Comestor, französischer Theologe

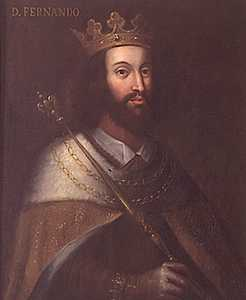
Ferdinand I. († 1383)

- 1383: Ferdinand I. portugiesischer König
- 1436: Paul von Blankenfelde, deutscher Patrizier, Bürgermeister von Berlin
- 1463: James Berkeley, 1. Baron Berkeley englischer Adeliger
- 1492: Simon von der Borch, Bischof von Reval
- 1563: Diego de Siloé, spanischer Baumeister und Bildhauer
- 1571: Johann von Glauburg, Frankfurter Patrizier und Bürgermeister
- 1583: Ludwig VI., Pfalzgraf von Simmern und Kurfürst von der Pfalz
- 1600: Georg Friedrich I., Graf zu Hohenlohe-Waldenburg
- 1624: Aelius Everhardus Vorstius, niederländischer Mediziner und Botaniker
- 1657: Johann Benedikt Carpzov I., deutscher Theologe
- 1657: Cassiano dal Pozzo, italienischer Gelehrter und Mäzen
- 1665: César de Bourbon, Herzog von Vendôme, Halbbruder von Ludwig XIII.
- 1670: Friedrich Buchmann, Schweizer Bürgermeister
- 1676: Giovanni Battista Langetti, italienischer Maler
- 1676ː Franziska von Slavata, Obersthofmeisterin
- 1681: Benedetto Ferrari, italienischer Komponist, Kapellmeister und Theorbist
- 1683: Philips Angel van Middelburg, niederländischer Stillleben-Maler
- 1684: Carlo Lurago, italienischer Architekt und Baumeister
- 1685: Daniel Symonis, deutscher Schriftsteller und Geistlicher
- 1702: Guy Aldonce de Durfort, duc de Lorges, Marschall von Frankreich
- 1707: Cloudesley Shovell, englischer Admiral
- 1729: Anna Maria Ehrenstrahl, schwedische Malerin
- 1737: Rinaldo d’Este, Herzog von Modena und Reggio, Kardinal
- 1744: Leopold Anton von Firmian, Fürstbischof von Salzburg
- 1748: Johannes Ferdinand Oesterhoff, deutscher Geistlicher
- 1751: Wilhelm IV., Fürst von Oranien und Nassau und Erbstatthalter der Vereinigten Provinzen der Niederlande
- 1756: Johann Friedrich Christoph Buff, deutscher evangelischer Geistlicher
- 1761: Ludwig Georg Simpert, Markgraf von Baden-Baden
- 1762: Carl Aigen, österreichischer Maler
- 1762: Johann Henrich von Seelen, deutscher Theologe und Pädagoge
- 1763: Frans van Mieris der Jüngere, niederländischer Genre- und Bildnismaler und Radierer
- 1764: Jean-Marie Leclair, französischer Geiger und Komponist
- 1767: Luise Dorothea von Sachsen-Meiningen, Herzogin von Sachsen-Gotha-Altenburg
- 1772: Franciszek Salezy Potocki, polnischer Magnat, Woiwode der Woiwodschaft Kiew
- 1781: Johann August Nahl der Ältere, deutscher Bildhauer und Stuckateur
- 1783: Gerhard Friedrich Müller, deutscher Historiker und Sibirien-Forscher
- 1788: Karl Gottlob Clausnitzer, deutscher Theologe
- 1791: Jacob Vernes, Schweizer evangelischer Geistlicher

### 19. Jahrhundert
- 1802: Samuel Arnold, britischer Komponist und Organist
- 1802: Madeleine-Sophie Arnould, französische Schauspielerin, Sängerin und Salonière
- 1807: Elias Dayton, US-amerikanischer Politiker
- 1812: Joel Barlow, nordamerikanischer Dichter, Staatsmann und politischer Schriftsteller
- 1818: Joachim Heinrich Campe, deutscher Schriftsteller, Sprachforscher und Pädagoge
- 1826: Leopold Leonhard von Thun und Hohenstein, Bischof von Passau
- 1828: Karl Mack von Leiberich, österreichischer General
- 1833: Sigismund Friedrich Hermbstädt, deutscher Apotheker, Chemiker, technischer Schriftsteller und Technologe
- 1835: Wilhelm Gustav Friedrich Bentinck, deutscher Reichsgraf

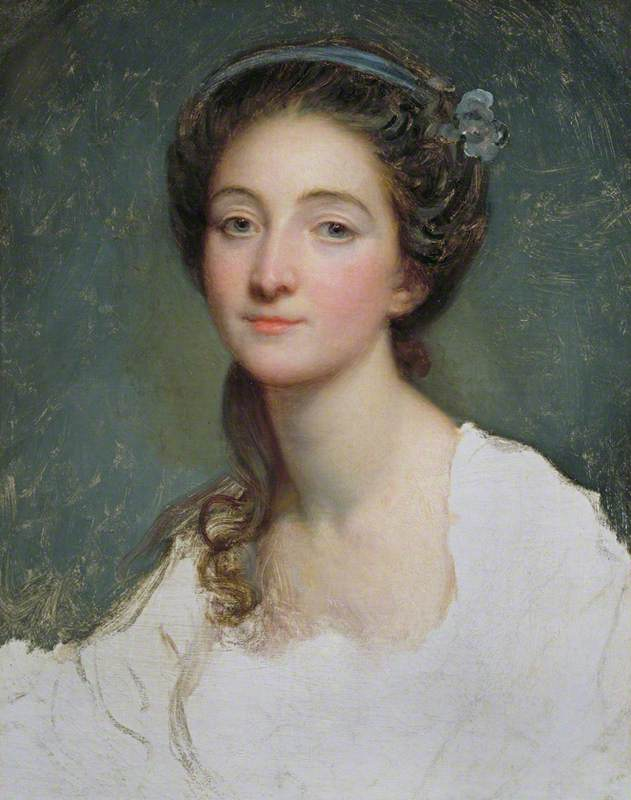
Sophie Arnould († 1802)
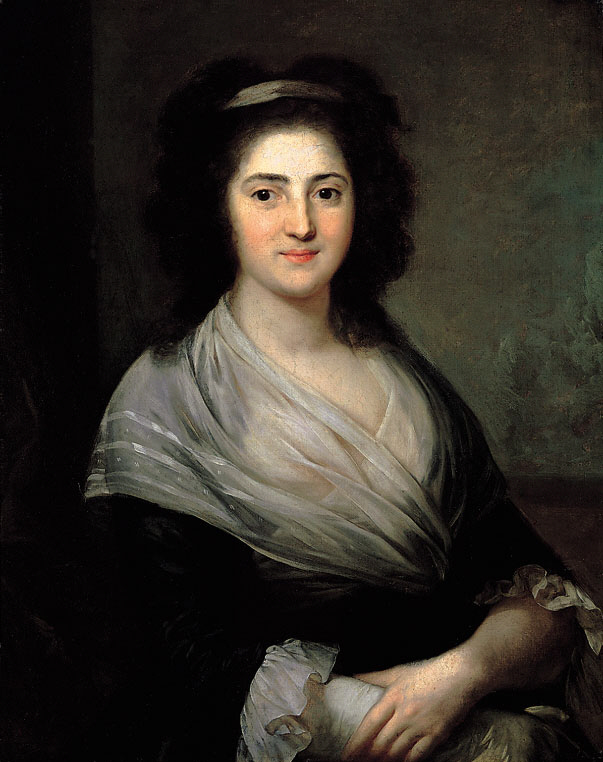
Henriette Herz († 1847)
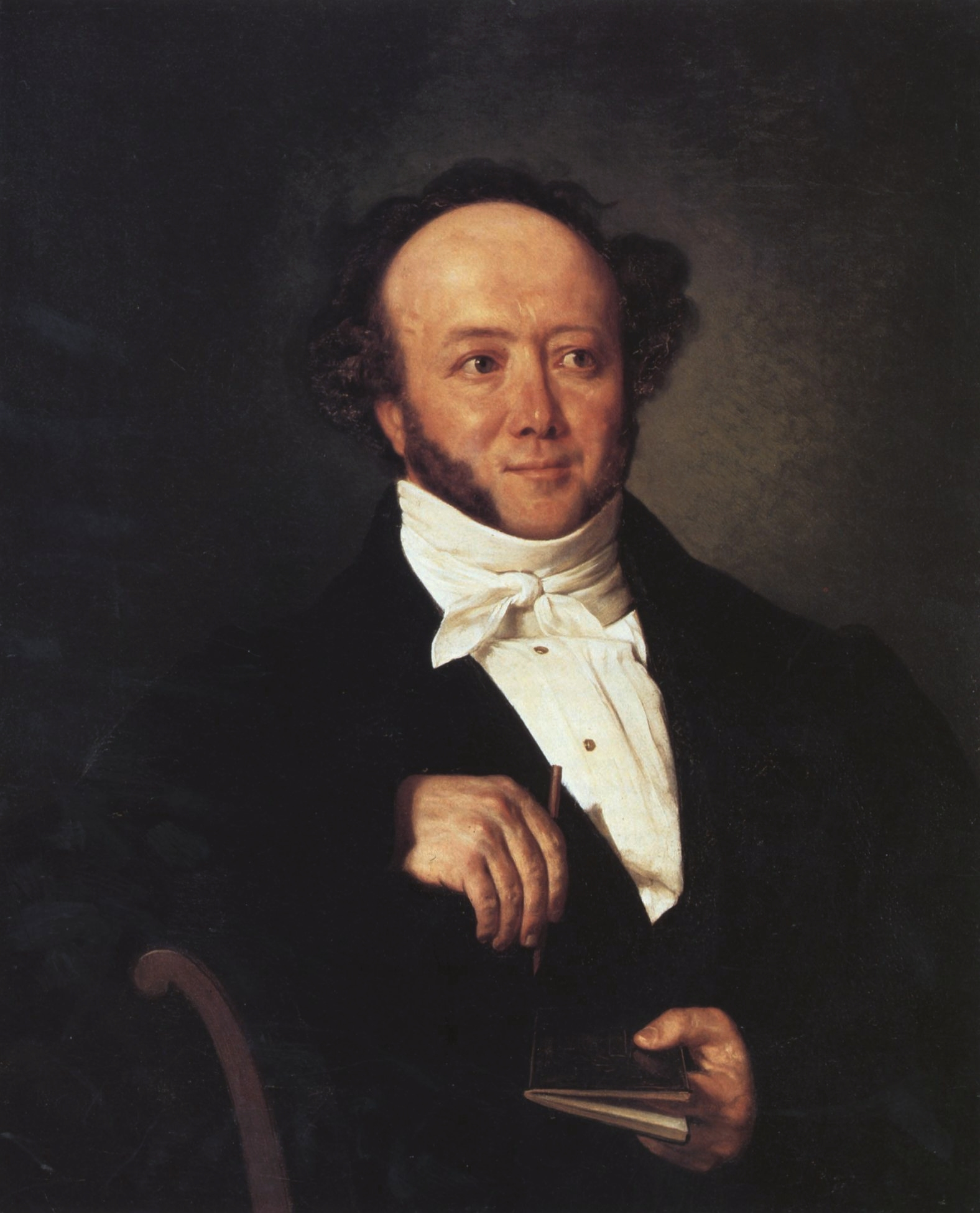
Jeremias Gotthelf († 1854)
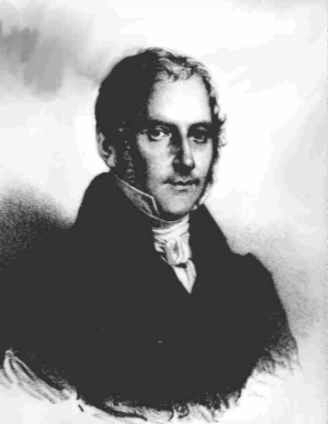
Louis Spohr († 1859)
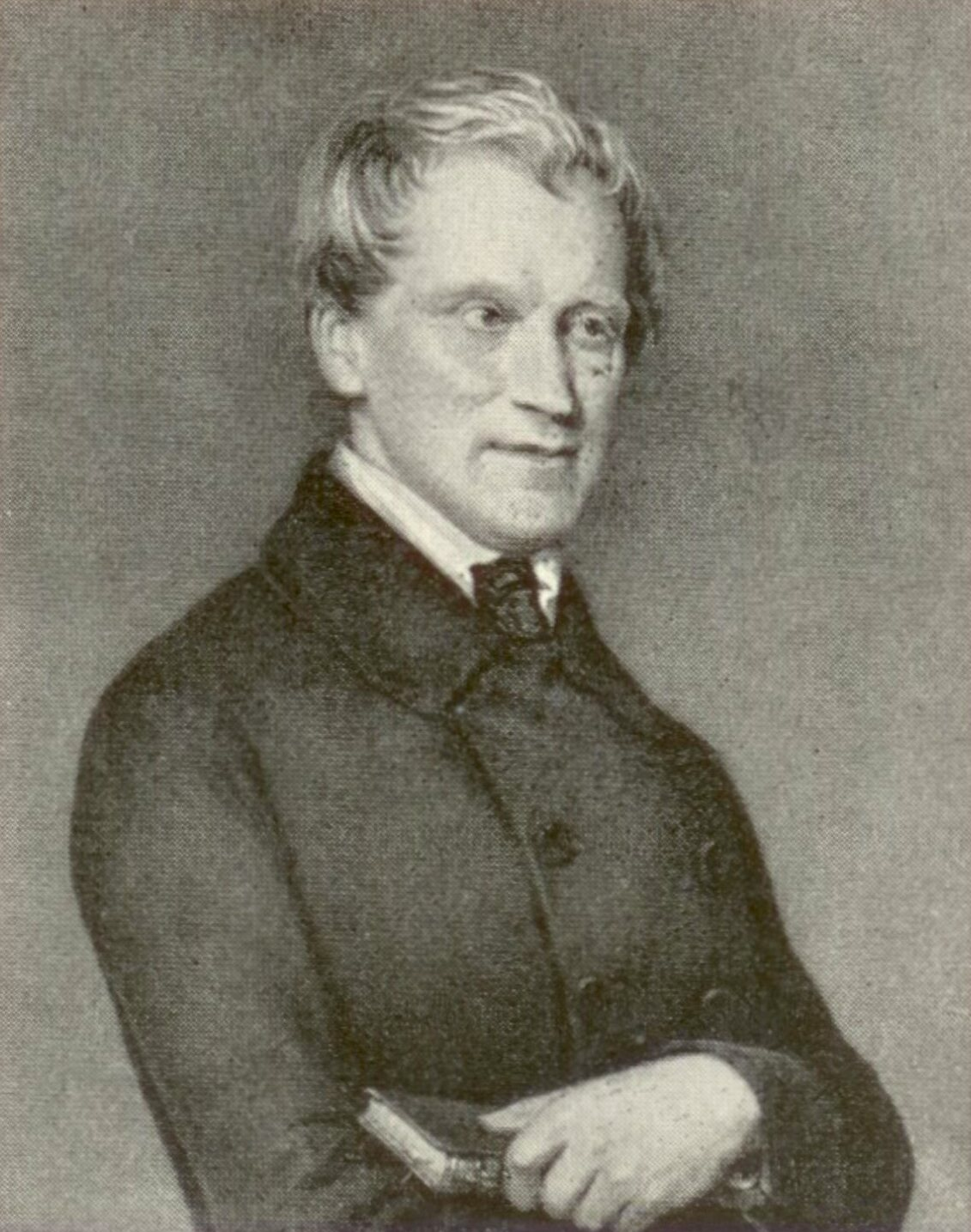
Johann Friedrich Böhmer († 1863)

- 1847: Henriette Herz, deutsche Schriftstellerin
- 1847: Sahle Selassie, Meridazmatch und Negus von Schoa
- 1848: Wilhelm Meyer, Schweizer Offizier und Bühnen- und Architekturmaler
- 1849: Gottlob König, deutscher Forstwissenschaftler
- 1854: Jeremias Gotthelf, eigentlich Albert Bitzius, Schweizer Schriftsteller und Pfarrer
- 1856: Bernhard Brand von Lindau, preußischer Jurist
- 1857ː Sibylle Mertens-Schaaffhausen, deutsche Archäologin, Zentrum der Bonner Gesellschaft
- 1859: Louis Spohr, deutscher Komponist
- 1863: Johann Friedrich Böhmer, deutscher Historiker
- 1865: Matthias Johannes Franciscus Aulike, preußischer Beamter und Politiker
- 1870: Iwan Alexejewitsch Bunin, russischer Schriftsteller
- 1871: Roderick Murchison, schottischer Geologe und Paläontologe
- 1882: Ion Andreescu, rumänischer Maler
- 1882: János Arany, ungarischer Dichter
- 1889: Olivier Métra, französischer Komponist und Dirigent
- 1889: Timofei Sawwitsch Morosow, russischer Unternehmer und Mäzen
- 1894: Philipp Bertkau, deutscher Zoologe
- 1895: Oliver Ames, US-amerikanischer Politiker
- 1895: Richard Godeffroy, österreichischer Chemiker
- 1900: Anders Monsen Askevold, norwegischer Landschafts- und Tiermaler
- 1900: John Sherman, US-amerikanischer Politiker, Mitglied des Repräsentantenhauses, Senator, Finanz- und Außenminister

### 20. Jahrhundert

#### 1901–1950
- 1902: Walter Hauser, Schweizer Politiker, Staatspräsident
- 1910: Paul Brandt, Schweizer evangelischer Geistlicher, Redakteur, Gewerkschafter und Politiker
- 1911: Gustav von Oertzen, deutscher Kolonialbeamter
- 1915: Enrico Canfari, italienischer Fußballspieler und -funktionär
- 1915: Peter Joseph Früh, deutscher Bierbrauer und Brauereibesitzer
- 1915: Alfred Staats, deutscher Turner
- 1916: Arnold Woldemar von Frege-Weltzien, deutsche Rittergutsbesitzer und Politiker
- 1916: Herbert Kilpin, englischer Fußballspieler und -trainer
- 1918: Oreste Mazzia, italienischer Fußballspieler und Mediziner
- 1918ː Lluïsa Vidal, spanische Malerin
- 1922: Lyman Abbott, US-amerikanischer Religionsphilosoph

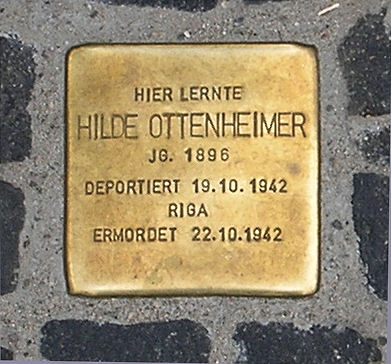
Hilde Ottenheimer († 1942)

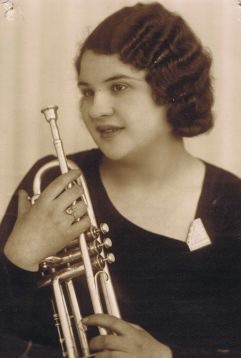
Clara de Vries († 1942)

- 1927: Borisav Stanković, serbischer Schriftsteller
- 1928: Andrew Fisher, australischer Politiker, Premierminister
- 1933: Adli Yakan Pascha, ägyptischer Politiker
- 1934: Pretty Boy Floyd, US-amerikanischer Krimineller
- 1935: Joseph De Luca, italienisch-amerikanischer Musiker
- 1936: Eberhard Encke, deutscher Bildhauer
- 1937: Nakahara Chūya, japanischer Lyriker
- 1937: Frank Damrosch, deutsch-amerikanischer Dirigent und Musikerzieher
- 1939: Jean Douarinou, französischer Automobilrennfahrer
- 1940ː Jenny Dreifuß, deutsche Gymnasialprofessorin, Opfer der Judenverfolgung in der NS-Zeit
- 1942ː Hilde Ottenheimer, deutsche Soziologin, Opfer des Holocaust
- 1942ː Clara de Vries, niederländischer Jazz-Trompeterin, Holocaustopfer
- 1943: Bertrand de Faucigny-Lucinge, französischer Adeliger und Automobilrennfahrer
- 1943: Albert Wiegel, deutscher Glaskünstler
- 1943: Josef Venantius von Wöss, österreichischer Kirchenmusiker, Komponist und Verlagsredakteur
- 1945: Paul Goerens, deutscher Professor und Metallurg
- 1946: Henry Bergmann, US-amerikanischer Schauspieler
- 1946: Phillips Lee Goldsborough, US-amerikanischer Politiker
- 1946: Homer Ledbetter, US-amerikanischer American-Football-Spieler
- 1948: Ernst von Aster, deutscher Philosoph und Philosophiehistoriker
- 1950ː Maria Herz, deutsche Pianistin und Komponistin
- 1950: Isabel Maddison, britische Mathematikerin

#### 1951–1975

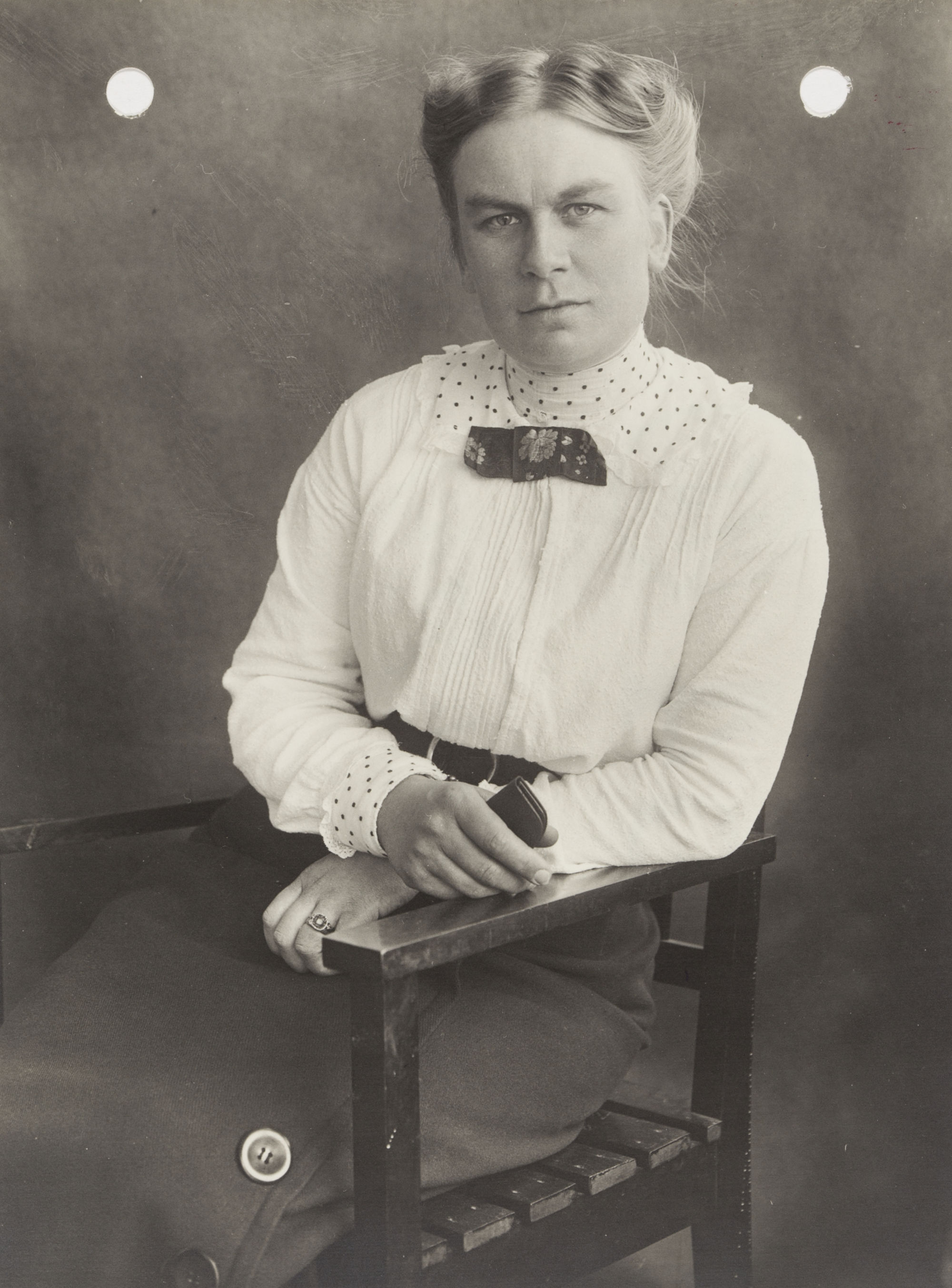
Ida Beer-Walbrunn († 1951)

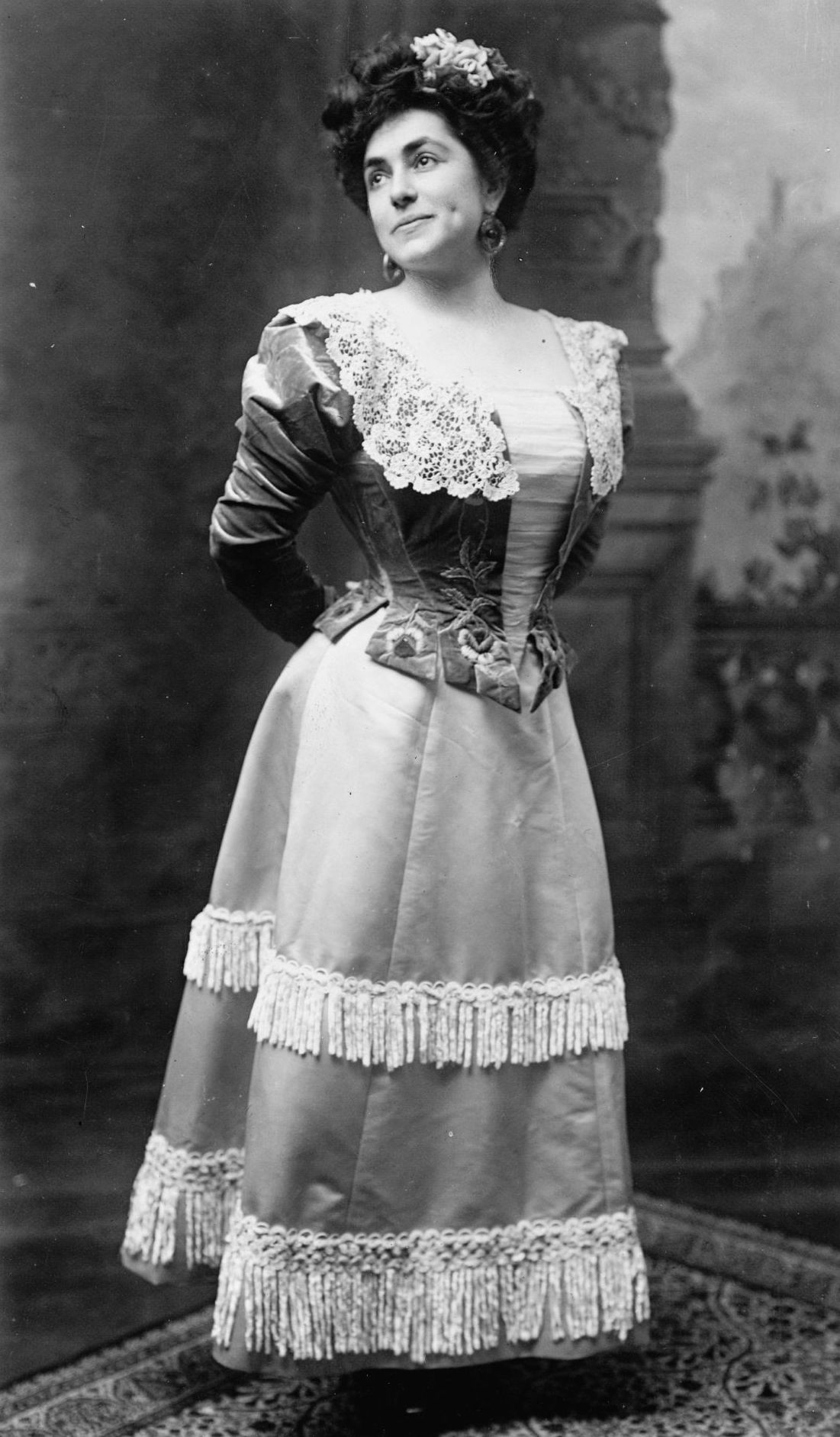
Pauline Donalda († 1970)

- 1951: Ida Beer-Walbrunn, deutsche Malerin
- 1952: Ernst Rüdin, Schweizer Arzt, Psychiater und Rassenhygieniker
- 1953: Helen Buchholtz, luxemburgische Komponistin
- 1953: Albert Meyer, Schweizer Politiker
- 1954: Oswald de Andrade, brasilianischer Schriftsteller
- 1954: Harrison Henry Atwood, US-amerikanischer Politiker
- 1954: Edward McKnight Kauffer, US-amerikanischer Grafiker
- 1954: George McManus, US-amerikanischer Cartoonist und Comiczeichner
- 1955: Mario Danieli, italienischer Unternehmer und Automobilrennfahrer
- 1957: Bok de Korver, niederländischer Fußballspieler
- 1958: Hellmuth Helsig, deutscher Filmschauspieler
- 1959: Ruth Beutler, deutsche Zoologin
- 1962: Paul Armagnac, französischer Automobilrennfahrer
- 1962: Samuel Feinberg, ukrainisch-russischer Pianist und Komponist
- 1963: Walter Davis, US-amerikanischer Blues-Pianist und -Sänger
- 1965: Earl Cooper, US-amerikanischer Automobilrennfahrer
- 1965: Paul Tillich, deutscher Theologe und Religionsphilosoph
- 1967: Henny Protzen-Kundmüller, deutsche Malerin
- 1969: Tommy Edwards, US-amerikanischer Sänger
- 1969: Ralph Staub, US-amerikanischer Produzent von Kurzfilmen
- 1969: Fritz Steinhoff, deutscher Politiker, Ministerpräsident von Nordrhein-Westfalen
- 1969: Johann Conrad Weilenmann, Schweizer Wirtschaftsführer
- 1970: Pauline Donalda, kanadische Sängerin und Gesangslehrerin
- 1970: Samson François, französischer Pianist und Komponist
- 1971: Håkon Ellingsen, norwegischer Ruderer
- 1971: Norbert Schmid, deutscher Polizist, erstes Opfer der RAF
- 1973: Pau Casals, spanischer Cellist, Komponist und Dirigent
- 1974: Georg Friedrich Ahrens, deutscher Politiker
- 1975: Toni Kleefisch, deutscher Architekt
- 1975: Arnold J. Toynbee, britischer Kulturtheoretiker und Geschichtsphilosoph

#### 1976–2000

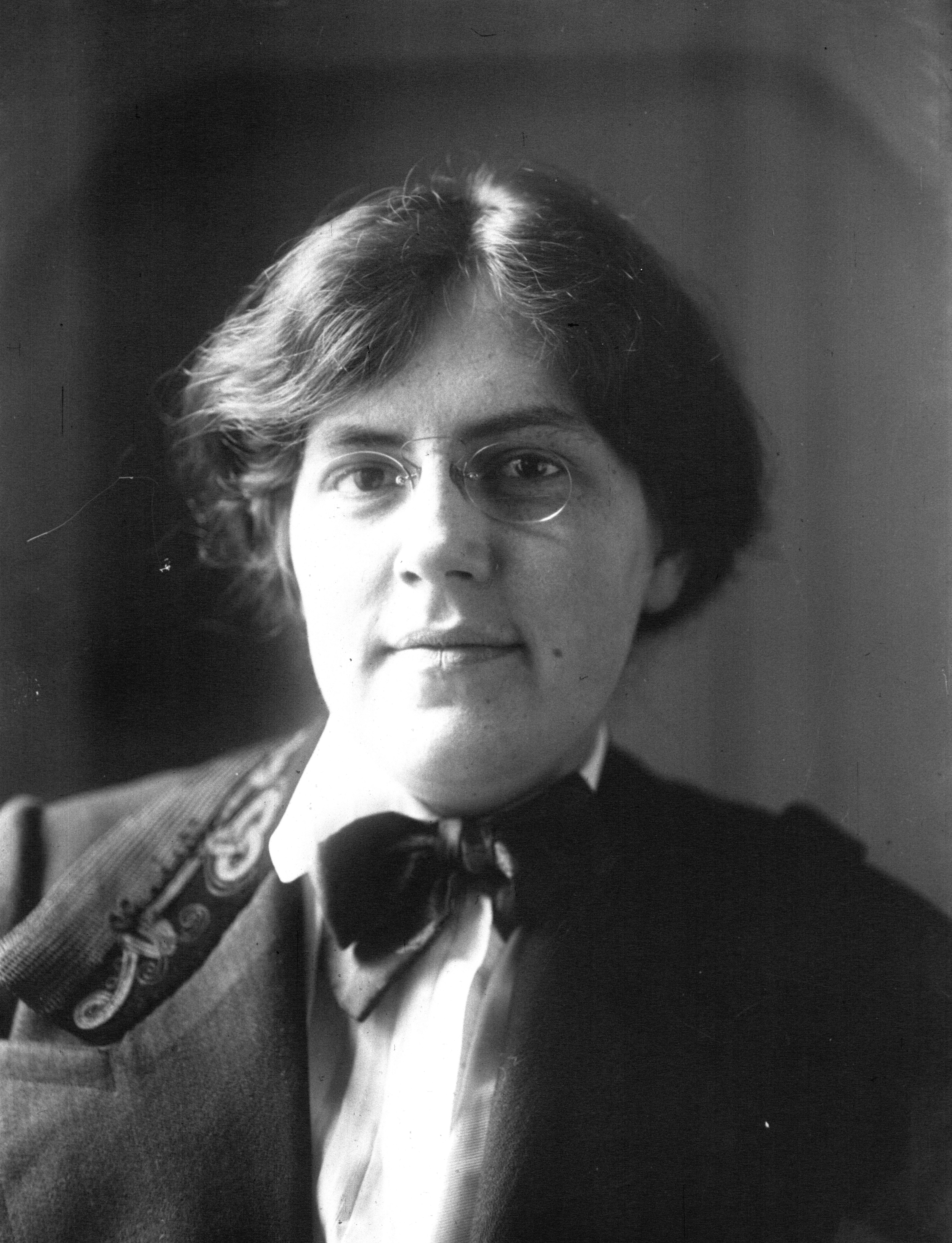
Nadia Boulanger († 1979)

- 1976: Else Brökelschen, deutsche Politikerin
- 1979: Nadia Boulanger, französische Musikpädagogin, Komponistin und Dirigentin
- 1979: Joan Chetwynd, britische Automobilrennfahrerin
- 1980: Sammy Angott, US-amerikanischer Leichtgewichts-Boxer
- 1981: Edward Caton, US-amerikanischer Tänzer, Ballettlehrer und Choreograph
- 1981: David Cecil, 6. Marquess of Exeter, britischer Leichtathlet und langjähriger IAAF-Präsident
- 1981: Günter Stempel, deutscher Politiker (LDPD)
- 1981: George Ziegler, kanadischer Organist, Chorleiter, Dirigent, Komponist und Musikpädagoge
- 1982ː Paula Heimann, deutsch-britische Psychoanalytikerin
- 1983ː Elfriede Kaiser-Nebgen, deutsche Widerstandskämpferin gegen den Nationalsozialismus, Sozialwissenschaftlerin und christliche Gewerkschaftsführerin
- 1983: Erich Schmid, österreichischer Physiker
- 1984: Oscar Fritz Schuh, deutscher Theaterregisseur
- 1985: Norbert Poehlke, deutscher Polizist und Serienmörder
- 1985: Ellen Widmann, Schweizer Schauspielerin
- 1986: Ye Jianying, chinesischer Politiker und Staatspräsident
- 1986: Albert von Szent-Györgyi Nagyrápolt, ungarischer Biochemiker, Nobelpreisträger
- 1987: Jerzy Chromik, polnischer Leichtathlet
- 1987: Lino Ventura, französischer Filmschauspieler
- 1988: Henry Melody Jackson Jr., US-amerikanischer Box-Sportler
- 1990: Louis Althusser, französischer Philosoph
- 1990: Werner Jarowinsky, deutscher Politiker, Mitglied des Politbüros des Zentralkomitees der SED
- 1991: Ilse Schneider, deutsche Kunsterzieherin und Malerin
- 1992: Matthias Andresen, deutscher Politiker
- 1992: Eric Ashby, britischer Botaniker
- 1992: Carlo Bernari, italienischer Schriftsteller und Journalist
- 1993: Friedrich Dickel, deutscher Politiker, Innenminister der DDR
- 1993: Otto Fischer, Schweizer Politiker
- 1993: Adolf-Henning Frucht, deutscher Arzt und Physiologe
- 1994: Tilli Breidenbach, deutsche Schauspielerin (Lindenstraße)
- 1995: Kingsley Amis, englischer Schriftsteller und Dichter
- 1995: Mary Wickes, US-amerikanische Schauspielerin
- 1997: Hermann Höhn, deutscher evangelischer Pfarrer
- 1998: Eric Ambler, britischer Schriftsteller

### 21. Jahrhundert

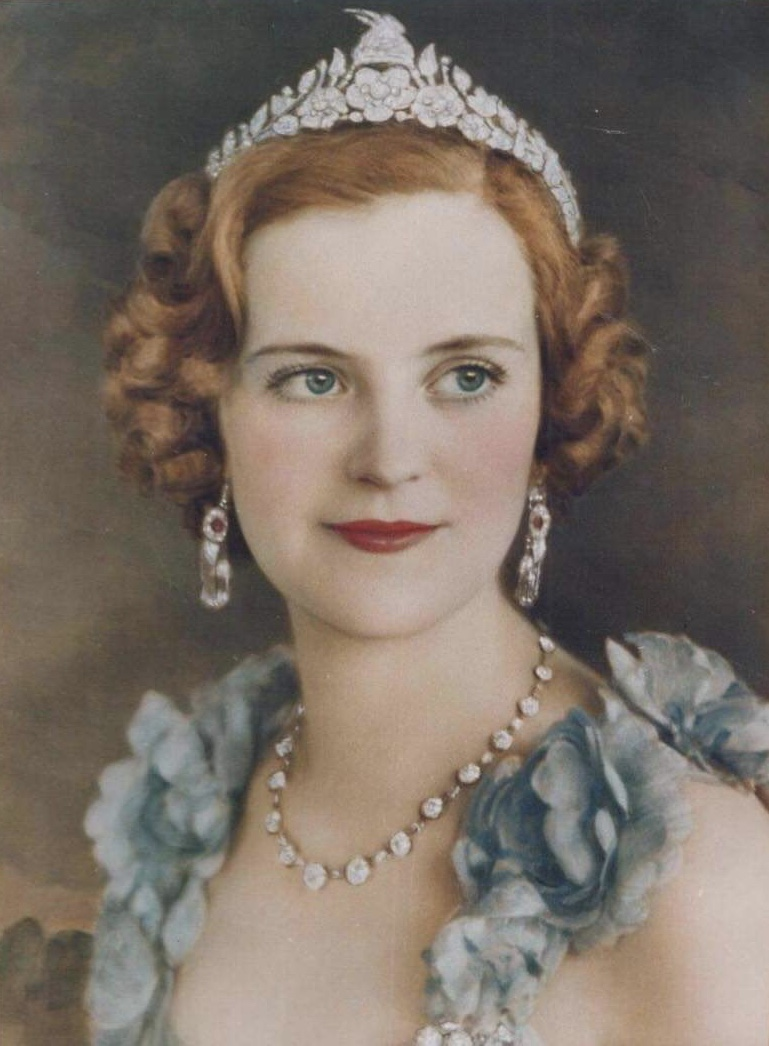
Geraldine Apponyi († 2002)

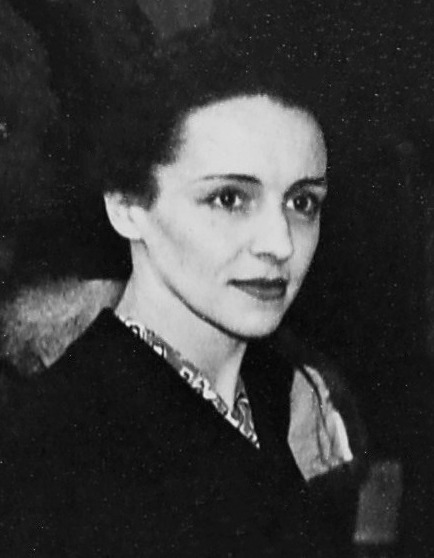
Ève Curie († 2007)

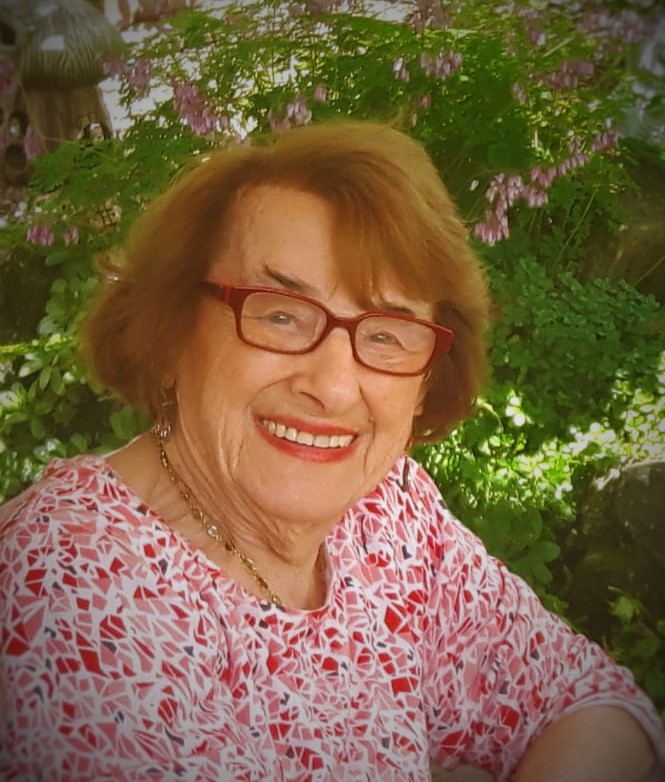
Hanni Lévy († 2019)

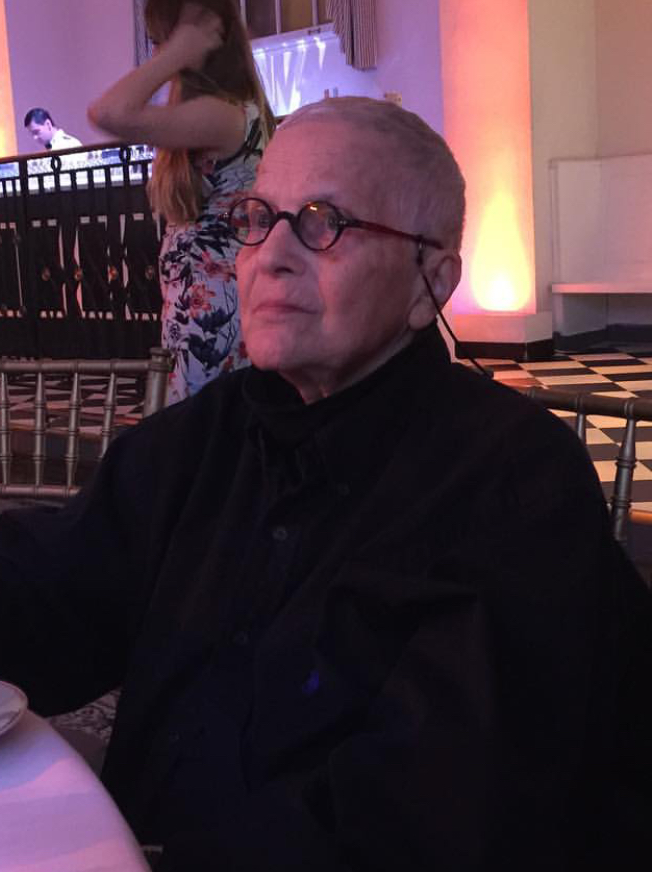
Ida Applebroog († 2023)

- 2001: Cliff Adams, britischer Orchesterleiter, Sänger und Radiomoderator
- 2001: Helmut Krackowizer, österreichischer Wirtschaftswissenschaftler und Journalist, Motorradrennfahrer und Experte für Motorradgeschichte
- 2002: Geraldine Apponyi, albanische Königin
- 2003: Ron Collier, kanadischer Jazzposaunist, Komponist und Arrangeur
- 2003: Karl Grünner, österreichischer Politiker
- 2004: Georg Auer, österreichischer Journalist
- 2004: Jean-François Leuba, Schweizer Nationalratspräsident
- 2005: Anthony Patrick Adams, US-amerikanischer Film- und Theaterproduzent
- 2005: Arman, französisch-US-amerikanischer Objektkünstler, Mitbegründer des Nouveau Réalisme
- 2005: Franky Gee, kubanischer Musiker (Captain Jack)
- 2005: Fritz Köthe, deutscher Maler und Grafiker, Vertreter der Pop Art und des Fotorealismus
- 2006: Arthur Hill, kanadischer Schauspieler
- 2006: Hubertus Lehner, deutscher Maler
- 2006: Arnold Sundgaard, US-amerikanischer Schriftsteller und Librettist
- 2007: Ève Curie, französische Schriftstellerin
- 2008: Manfred Buhr, deutscher Philosoph
- 2009: Maryanne Amacher, US-amerikanische Komponistin und Improvisatorin
- 2009: Fritz Csoklich, österreichischer Journalist
- 2009ː Carole Roussopoulos, Schweizer Filmregisseurin und Feministin
- 2009: Fritz Vogelgsang, deutscher Übersetzer, Essayist und Herausgeber
- 2010: Wolfgang Saschowa, deutscher Pianist und Musikwissenschaftler
- 2010: René Villiger, Schweizer Künstler und Grafiker
- 2011ː Barbara König, deutsche Schriftstellerin sowie Hörspiel- und Drehbuchautorin
- 2011: Edmundo Ros, trinidadischer Orchesterleiter
- 2012: Russell Means, US-amerikanischer Bürgerrechtler und Schauspieler
- 2012: Wilson Whineray, neuseeländischer Rugbyspieler und Wirtschaftsmanager
- 2017: Paul J. Weitz, amerikanischer Astronaut
- 2017: George Young, schottisch-australischer Rockmusiker und Produzent (The Easybeats)
- 2019: Manfred Bruns, deutscher Jurist und LGBT-Aktivist
- 2019: Hanni Lévy, deutsch-französische Holocaustüberlebende
- 2019: Ramon Zupko, US-amerikanischer Komponist
- 2020: Sara Jenkins, kanadische Schwimmerin
- 2021: Álex Quiñónez, ecuadorianischer Sprinter
- 2021: Wjatscheslaw Wedenin, sowjetischer Skilangläufer
- 2022: Dietrich Mateschitz, österreichischer Unternehmer
- 2022: Maurice Rich, australischer Leichtathlet
- 2023ː Ida Applebroog, US-amerikanische Bildhauerin und Malerin
- 2024ː Claire Daly, US-amerikanische Jazzmusikerin
- 2024ː Elizabeth Francis, US-amerikanische Supercentenarian (1909–2024)
- 2024ː Lynda Obst, US-amerikanische Filmproduzentin und Schriftstellerin

## Feier- und Gedenktage
- Staatliche Gedenktage
- Kirchliche Gedenktage
  - Jeremias Gotthelf, Schweizer Pfarrer, Dichter und Mystiker (evangelisch)
  - Hl. Cordula, Jungfrau, Märtyrerin und Schutzpatron (katholisch)
  - Hl. Johannes Paul II., Papst (katholisch)
  - Hl. Ingbert, Einsiedler (katholisch)
- Namenstage
  - Cordula, Corinna, Salome

Weitere Einträge enthält die Liste von Gedenk- und Aktionstagen.